# Bắc Ninh
Bắc Ninh là một tỉnh ở Việt Nam, với vị trí nằm trong Vùng thủ đô Hà Nội, Vùng kinh tế trọng điểm Bắc bộ và thuộc vùng Đồng bằng sông Hồng. Bắc Ninh là trung tâm của xứ Kinh Bắc xưa, với 49 làng quan họ cổ, là cái nôi của Dân ca Quan họ được công nhận là di sản văn hóa phi vật thể đại diện của nhân loại.
Theo dữ liệu Sáp nhập tỉnh, thành Việt Nam 2025, 	Bắc Ninh	có diện tích: 	4.719	km²,	xếp thứ	30; dân số:	3.619.433	người,	xếp thứ	14; GRDP 2024: 	439.776.542	triệu VNĐ	, xếp thứ	5; thu ngân sách 2024:	53.804.577	triệu VNĐ, xếp thứ	8; thu nhập bình quân:	65,10	triệu VNĐ/năm, 	xếp thứ	8.

## Vị trí địa lý
Bắc Ninh tiếp giáp với vùng trung du Bắc Bộ. Trung tâm hành chính của tỉnh đăt tại phường Bắc Giang, nằm cách trung tâm thủ đô Hà Nội khoảng 50 km về phía đông bắc, có vị trí địa lý:
- Phía đông giáp tỉnh Quảng Ninh
- Phía tây giáp thủ đô Hà Nội
- Phía nam giáp thành phố Hải Phòng và tỉnh Hưng Yên
- Phía bắc giáp tỉnh Lạng Sơn và tỉnh Thái Nguyên.

### Các điểm cực của tỉnh Bắc Ninh:
- Điểm cực Tây tại: thôn Đa Hội, xã Hợp Thịnh.
- Điểm cực đông tại: khu bảo tồn thiên nhiên Khe Rỗ, xã An Lạc.
- Điểm cực bắc tại: vùng núi Gốc Bòng, xã Xuân Lương.
- Điểm cực Nam tại: thôn Ngọc Quan (hoặc làng Sen), xã Lâm Thao.

Trong quy hoạch xây dựng, tỉnh này thuộc vùng Thủ đô. Ngoài ra, Bắc Ninh còn nằm trên 2 hành lang kinh tế.
- Côn Minh - Lào Cai - Hà Nội - Hải Phòng - Quảng Ninh.
- Nam Ninh - Lạng Sơn - Hà Nội - Hải Phòng - Quảng Ninh.

Bắc Ninh là tỉnh với dân ca quan họ. Bắc Ninh là trung tâm xứ Kinh Bắc cổ xưa. Hiện nay trên địa bàn tỉnh Bắc Ninh có khoảng 41 lễ hội đáng chú ý trong năm được duy trì. Trong đó có những lễ hội lớn như: hội chùa Dâu, Hội Lim, hội Đền Đô (Đền Lý Bát Đế - thờ 8 vị vua nhà Lý), hội đền Bà Chúa Kho. Bắc Ninh được biết đến là vùng đất với nghề tơ tằm, gốm sứ, đúc đồng, khắc gỗ, làm giấy, tranh vẽ dân gian... nổi bật là những làn điệu dân ca quan họ.

### Điều kiện tự nhiên

#### Địa hình
Bắc Ninh có địa hình trải dài từ đồng bằng đến trung du và là vùng chuyển tiếp giữa vùng núi phía bắc với châu thổ sông Hồng ở phía nam. Tuy phần lớn diện tích tự nhiên của tỉnh là núi đồi nhưng nhìn chung địa hình không bị chia cắt nhiều. Phía bắc và phía đông nam của tỉnh là vùng rừng núi cao từ 300m - 900 m. Vùng đồi núi thấp và đồng bằng trung du nằm kẹp giữa hai dãy núi hình cánh cung là cánh cung Đông Triều phía ở phía đông nam và và cánh cung Bắc Sơn ở phía tây - bắc. Cánh cung Đông Triều với dãy núi Yên Tử, cao trung bình 300–900 m so với mặt biển, trong đó đỉnh cao nhất là 1.068 m. Tại vùng núi phía đông bắc tỉnh, giáp với Quảng Ninh có khu rừng nguyên sinh Khe Rỗ rộng 7153 ha với hệ động vật và thực vật phong phú, bao gồm 236 loài cây thân gỗ, 255 loài cây dược liệu, 37 loài thú, 73 loài chim và 18 loài bò sát.

#### Thủy văn
Bắc Ninh có mạng lưới sông ngòi khá dày đặc, mật độ mạng lưới sông khá cao, trung bình 1 - 1,2 km/km², có 5 sông lớn chảy qua gồm sông Đuống, sông Cầu và sông Thái Bình, sông Thương và sông Lục Nam. Đây là 5/6 con sông của Lục Đầu Giang cùng với sông Kinh Thầy.
- Sông Đuống có chiều dài 42 km nằm trên đất Bắc Ninh, tổng lượng nước bình quân 31,6 tỷ m3. Mực nước cao nhất tại bến Hồ tháng 8/1945 là 9,64 m, cao hơn so với mặt ruộng là 3 – 4 m. Sông Đuống có hàm lượng phù sa cao, vào mùa mưa trung bình cứ 1 m3 nước có 2,8 kg phù sa.
- Sông Cầu có chiều dài sông Cầu là 290 km với đoạn hữu ngạn chảy qua tỉnh Bắc Ninh dài 70 km, lưu lượng nước hàng năm khoảng 5 tỷ m3. Sông Cầu có mực nước trong mùa lũ cao từ 3 – 6 m, cao nhất là 8 m, trên mặt ruộng 1 – 2 m, trong mùa cạn mức nước sông lại xuống quá thấp (0,5 - 0,8 m).
- Sông Thái Bình thuộc vào loại sông lớn của miền Bắc có chiều dài 385 km, đoạn chảy qua tỉnh Bắc Ninh dài 17 km[10]. Do phần lớn lưu vực sông bắt nguồn từ các vùng đồi trọc miền Đông Bắc, đất đai bị xói mòn nhiều nên nước sông rất đục, hàm lượng phù sa lớn. Do đặc điểm lòng sông rộng, ít dốc, đáy nông nên sông Thái Bình là một trong những sông bị bồi lấp nhiều nhất. Theo tài liệu thực đo thì mức nước lũ lụt lịch sử sông Thái Bình đo được tại Phả Lại năm 1971 đạt tới 7,21 m với lưu lượng lớn nhất tại Cát Khê là 5000 m3/s.
- Sông Thương bắt nguồn từ hai vùng có địa hình và địa chất khác nhau nên nước chảy đôi dòng: bên đục, bên trong.
- Sông Lục Nam chảy qua vùng núi đá vôi nên quanh năm nước trong xanh.
- Ngoài ra trên địa bàn tỉnh còn có các hệ thống sông ngòi nội địa như sông Ngũ huyện Khê, sông Ngụ, sông Dâu, sông Đông Côi, sông Bùi, ngòi Tào Khê, sông Đồng Khởi, sông Đại Quảng Bình. Bắc Ninh cũng có nhiều hồ, đầm, trong đó có hồ Cấm Sơn và Khuôn Thần. Hồ Cấm Sơn nằm ở khu vực giáp tỉnh Lạng Sơn, dài 30 km, nơi rộng nhất 7 km và chỗ hẹp nhất 200m. Hồ Cấm Sơn có diện tích mặt nước 2.600 ha, vào mùa mưa có thể lên tới 3.000 ha. Hồ Khuôn Thần có diện tích mặt nước 240 ha và lòng hồ có 5 đồi đảo được phủ kín bởi rừng thông 20 tuổi. Người ta có thể dạo chơi trên hồ Khuôn Thần bằng thuyền đạp chân hoặc thuyền gắn máy, vừa cùng người Sán Chỉ, Cao Lan, Nùng bản địa hát soong hao, vừa thưởng thức những sản phẩm độc đáo của địa phương như hạt dẻ, mật ong và rượu tắc kè.

Với hệ thống sông này nếu biết khai thác trị thủy và điều tiết nước sẽ đóng vai trò quan trọng trong hệ thống tiêu thoát nước của tỉnh. Trong khi đó tổng lưu lượng nước mặt của Bắc Ninh ước khoảng 177,5 tỷ m3, trong đó lượng nước chủ yếu chứa trong các sông là 176 tỷ m3; được đánh giá là khá dồi dào. Cùng với kết quả thăm dò địa chất cho thấy trữ lượng nước ngầm cũng khá lớn, trung bình 400.000 m3/ngày, tầng chứa nước cách mặt đất trung bình 3 – 5 m và có bề dày khoảng 40 m, chất lượng nước tốt. Toàn bộ nguồn nước này có thể khai thác để phục vụ chung cho cả sản xuất và sinh hoạt trong toàn tỉnh, trong đó có các hoạt động của đô thị.

#### Khí hậu
Bắc Ninh nằm trong vùng khí hậu cận nhiệt đới ẩm, chia làm 4 mùa rõ rệt (xuân, hạ, thu, đông). Có sự chênh lệch rõ ràng về nhiệt độ giữa mùa hè nóng ẩm và mùa đông khô lạnh. Sự chênh lệch đạt 15 - 16°C. Mùa mưa kéo dài từ tháng 5 đến tháng 9 hàng năm. Lượng mưa trong mùa này chiếm 80% tổng lượng mưa cả năm. Lượng mưa trung bình hàng năm: 1.400 - 1.700 mm. Nhiệt độ trung bình: 23,3°C. Số giờ nắng trong năm: 1.530 - 1.776 giờ. Độ ẩm tương đối trung bình: 79%.
| Dữ liệu khí hậu của Bắc Ninh      | Dữ liệu khí hậu của Bắc Ninh | Dữ liệu khí hậu của Bắc Ninh | Dữ liệu khí hậu của Bắc Ninh | Dữ liệu khí hậu của Bắc Ninh | Dữ liệu khí hậu của Bắc Ninh | Dữ liệu khí hậu của Bắc Ninh | Dữ liệu khí hậu của Bắc Ninh | Dữ liệu khí hậu của Bắc Ninh | Dữ liệu khí hậu của Bắc Ninh | Dữ liệu khí hậu của Bắc Ninh | Dữ liệu khí hậu của Bắc Ninh | Dữ liệu khí hậu của Bắc Ninh | Dữ liệu khí hậu của Bắc Ninh |
| Tháng                             | 1                            | 2                            | 3                            | 4                            | 5                            | 6                            | 7                            | 8                            | 9                            | 10                           | 11                           | 12                           | Năm                          |
| --------------------------------- | ---------------------------- | ---------------------------- | ---------------------------- | ---------------------------- | ---------------------------- | ---------------------------- | ---------------------------- | ---------------------------- | ---------------------------- | ---------------------------- | ---------------------------- | ---------------------------- | ---------------------------- |
| Trung bình ngày tối đa °C (°F)    | 19.9 (67.8)                  | 20.4 (68.7)                  | 23 (73)                      | 27.4 (81.3)                  | 31.8 (89.2)                  | 33 (91)                      | 32.8 (91.0)                  | 32.2 (90.0)                  | 31.2 (88.2)                  | 29 (84)                      | 25.6 (78.1)                  | 22.1 (71.8)                  | 27.37 (81.27)                |
| Trung bình ngày °C (°F)           | 16.5 (61.7)                  | 17.4 (63.3)                  | 20 (68)                      | 24 (75)                      | 27.7 (81.9)                  | 29.2 (84.6)                  | 29.2 (84.6)                  | 28.8 (83.8)                  | 27.7 (81.9)                  | 25.2 (77.4)                  | 21.6 (70.9)                  | 18.5 (65.3)                  | 23.82 (74.88)                |
| Tối thiểu trung bình ngày °C (°F) | 13.2 (55.8)                  | 14.4 (57.9)                  | 17.1 (62.8)                  | 20.6 (69.1)                  | 23.7 (74.7)                  | 24.6 (76.3)                  | 25.5 (77.9)                  | 25.4 (77.7)                  | 24.2 (75.6)                  | 21.4 (70.5)                  | 17.7 (63.9)                  | 14.9 (58.8)                  | 20.23 (68.41)                |
| Lượng mưa trung bình mm (inches)  | 12 (0.5)                     | 33 (1.3)                     | 34 (1.3)                     | 87 (3.4)                     | 211 (8.3)                    | 245 (9.6)                    | 332 (13.1)                   | 337 (13.3)                   | 234 (9.2)                    | 98 (3.9)                     | 34 (1.3)                     | 23 (0.9)                     | 1.680 (66.1)                 |
| Số ngày mưa trung bình            | 7                            | 7                            | 10                           | 9                            | 14                           | 15                           | 17                           | 18                           | 13                           | 9                            | 6                            | 5                            | 130                          |
| Độ ẩm tương đối trung bình (%)    | 71                           | 74                           | 77                           | 78                           | 79                           | 80                           | 81                           | 85                           | 81                           | 75                           | 72                           | 68                           | 77                           |
| Nguồn: climate-data.org           |                              |                              |                              |                              |                              |                              |                              |                              |                              |                              |                              |                              |                              |

#### Tài nguyên, khoáng sản
Tài nguyên rừng không lớn, chủ yếu là rừng trồng. Tổng diện tích đất rừng là 661,26 ha phân bố tập trung ở Quế Võ (317,9 ha) và Tiên Du (254,95 ha). Tổng trữ lượng gỗ ước tính 3.279 m³, trong đó rừng phòng hộ 363 m³, rừng đặc dụng 2916 m³.
Bắc Ninh nghèo về tài nguyên khoáng sản, chủ yếu chỉ có vật liệu xây dựng như: đất sét làm gạch, ngói, gốm, với trữ lượng khoảng 4 triệu tấn ở Quế Võ và Tiên Du, đất sét làm gạch chịu lửa ở thành phố Bắc Ninh, đá cát kết với trữ lượng khoảng 1 triệu tấn ở Thị Cầu - Bắc Ninh, đá sa thạch ở Vũ Ninh - Bắc Ninh có trữ lượng khoảng 300.000 m³. Ngoài ra còn có than bùn ở Yên Phong với trữ lượng 60.000 - 200.000 tấn.

## Lịch sử

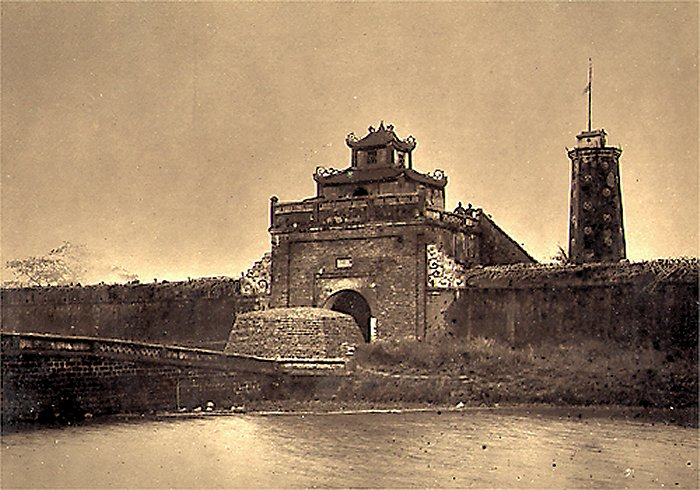
Thành Bắc Ninh

Bắc Ninh hình thành lâu đời gắn liền với nền Văn minh sông Hồng. Luy Lâu từng là trung tâm tôn giáo cổ xưa nhất của Việt Nam, ngoài ra từng là trị sở Giao Chỉ. Từ hàng nghìn năm trước người Việt cổ đã cư trú và lập làng ở ven sông Cầu, sông Dâu, sông Đuống, sông Ngũ Huyện Khê, sông Tiêu Vương sống chủ yếu bằng canh tác nông nghiệp kết hợp làm nghề thủ công. Hàng loạt di vật như trống đồng, dao găm, rìu, giáo, tấm che ngực, mảnh giáp bằng đồng với những hoa văn độc đáo được tìm thấy ở các di tích Lãng Ngâm, Đại Trạch, Quả Cảm, Đại Lai mảnh khuôn đúc trống đồng trong thành cổ Luy Lâu đã chứng tỏ người xứ Bắc rất tinh xảo trong nghề đúc đồng, chế tác các đồ trang sức, làm gốm. Những giá trị tinh thần, tư tưởng được phản ánh qua các huyền thoại ông Đùng, bà Đùng, ông khổng lồ cắn nát núi, hút sạch rừng, băng ngang lũ; về Kinh Dương Vương, Lạc Long Quân, Âu Cơ. Cùng với huyền thoại truyền thuyết là đậm đặc các di tích tiêu biểu như lăng mộ Kinh Dương vương, đền thờ Lạc Long Quân, Âu Cơ ở Thuận Thành.
Thời kỳ Hồng Bàng, nước Văn Lang được chia làm có 15 bộ, bộ Vũ Ninh là vùng lãnh thổ thuộc phần lớn tỉnh Bắc Ninh hiện nay. Trong thời Bắc thuộc, Giao Chỉ gồm có 10 huyện trong đó có huyện Luy Lâu. Luy Lâu đã từng là đô thị lớn, là trung tâm thương mại trong suốt thời kỳ dài từ cuối thế kỷ thứ II đến thế kỷ IX-X. Xung quanh Luy Lâu là các làng nông nghiệp, làng thủ công, làng buôn bán phát triển. Tại đây, tư tưởng Nho giáo và văn hoá Hán Đường đã được truyền bá liên tục vào Việt Nam. Trung tâm Luy Lâu là nơi đầu tiên có trường dạy chữ và văn hoá Hán ở Việt Nam. Ngoài ra Luy Lâu còn là trung tâm Phật giáo lớn và cổ xưa nhất của người Việt. Hệ thống di tích, chùa tháp quần tụ đậm đặc ở đây với trung tâm là chùa Dâu cùng nhiều nguồn di vật, tài liệu như tượng pháp, bia ký, bản khắc Cổ Châu Pháp Vân và lễ hội chùa Dâu - lễ hội Phật giáo lớn nhất trong đồng bằng Bắc Bộ với các nghi lễ Tân Phật, rước Tứ Pháp, rước nước chứng tỏ Luy Lâu là tổ đình của Phật giáo Việt Nam. Luy Lâu là không gian điển hình đan xen, hỗn dung tiếp xúc, biến đổi hội tụ và kết tinh văn hoá Việt Nam cổ với văn hoá Phật - Ấn, Nam Á và Trung Á, văn hoá Nho Lão (Trung Hoa - Đông Á) để rồi sinh thành bản sắc văn hoá Kinh Việt. Đến thời Ngô Quyền, Giao Châu gồm các vùng phía nam sông Hồng và sông Đuống, thuộc Hà Nội, Bắc Ninh, một phần Hưng Yên.
Thời loạn 12 sứ quân, địa bàn Bắc Ninh là nơi chiếm đóng của 2 sứ quân Nguyễn Thủ Tiệp và Lý Khuê với các căn cứ ở Tiên Du và Thuận Thành. Các vua thời Lý lập Phủ Thiên Đức (vốn là châu Cổ Pháp). Bắc Ninh là đất phát tích nhà Lý - triều đại khai mở ra nền văn minh Đại Việt gắn liền với tên tuổi của những nhân vật lịch sử - văn hoá kiệt xuất như: Lý Công Uẩn, Lý Nhân Tông, Lê Văn Thịnh. Đây là nơi vang vọng bài thơ Nam quốc sơn hà- bản tuyên ngôn độc lập đầu tiên của dân tộc Việt Nam.
Cuối thời Trần, cả nước có 24 đơn vị hành chính. Lộ Bắc Giang bao trùm Bắc Ninh và một phần Hà Nội, Bắc Giang ngày nay, gồm có 3 châu, lộ trực tiếp quản lý 2 huyện Siêu Loại và Gia Lâm. Châu Gia Lâm gồm 3 huyện: An Định (Gia Bình hiện nay), Tế Giang (Văn Giang hiện nay), Thiện Tài (Lương Tài hiện nay). Châu Vũ Ninh gồm 5 huyện: Tiên Du (Tiên Du hiện nay), Vũ Ninh (Võ Giàng hiện nay), Đông Ngàn (Từ Sơn và một phần Sóc Sơn thuộc Hà Nội hiện nay), Từ Sơn (Quế Võ hiện nay), Yên Phong (Yên Phong hiện nay). Châu Bắc Giang gồm 3 huyện Tân Phúc (Đa Phúc cũ, một phần Sóc Sơn hiện nay), Phật Thệ (Hiệp Hòa thuộc Bắc Giang hiện nay), Yên Việt (Việt Yên hiện nay).
Năm 1490, vua Lê Thánh Tông cho định lại bản đồ cả nước, gồm 13 (đạo) xứ thừa tuyên. Vùng đất Bắc Ninh thuộc trấn (xứ) Kinh Bắc.

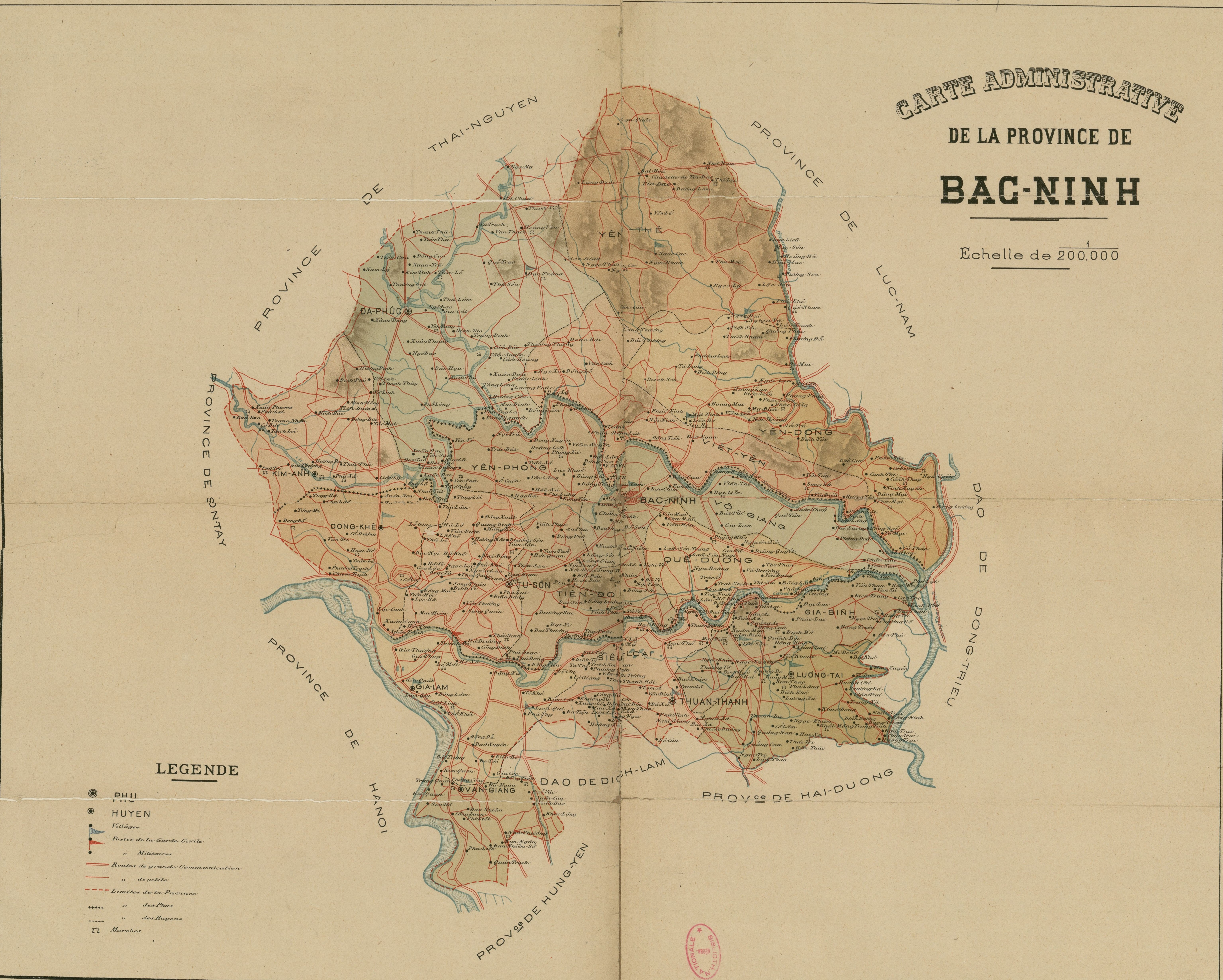
Bản đồ tỉnh Bắc Ninh năm 1891

Thời Minh Mạng, cả nước được chia thành 31 đơn vị hành chính: phủ Thừa Thiên là trung tâm, các trấn (tên đơn vị hành chính thời Hậu Lê và Tây Sơn) được đổi thành 30 tỉnh. Việc lập các tỉnh được thực hiện trong 2 đợt. Đợt đầu tiên vào năm 1831, Minh Mạng thực hiện chia các trấn phía bắc làm 18 tỉnh. Tỉnh Bắc Ninh được thành lập (nay là Bắc Ninh và Bắc Giang, một phần đất Hà Nội, và Hưng Yên này nay).
Bắc Ninh là cửa ngõ của cố đô Thăng Long, là vùng đất trung chuyển giữa kinh đô xưa với miền địa đầu giáp giới Trung Quốc. Do có đường quốc lộ lên ải Bắc chạy qua, nên vị trí quân sự của Bắc Ninh cực kỳ hệ trọng. Chính vì thế, mùa xuân 1884, Pháp đánh thành Bắc Ninh hoàn thành gấp công cuộc thống trị và bảo hộ Việt Nam.

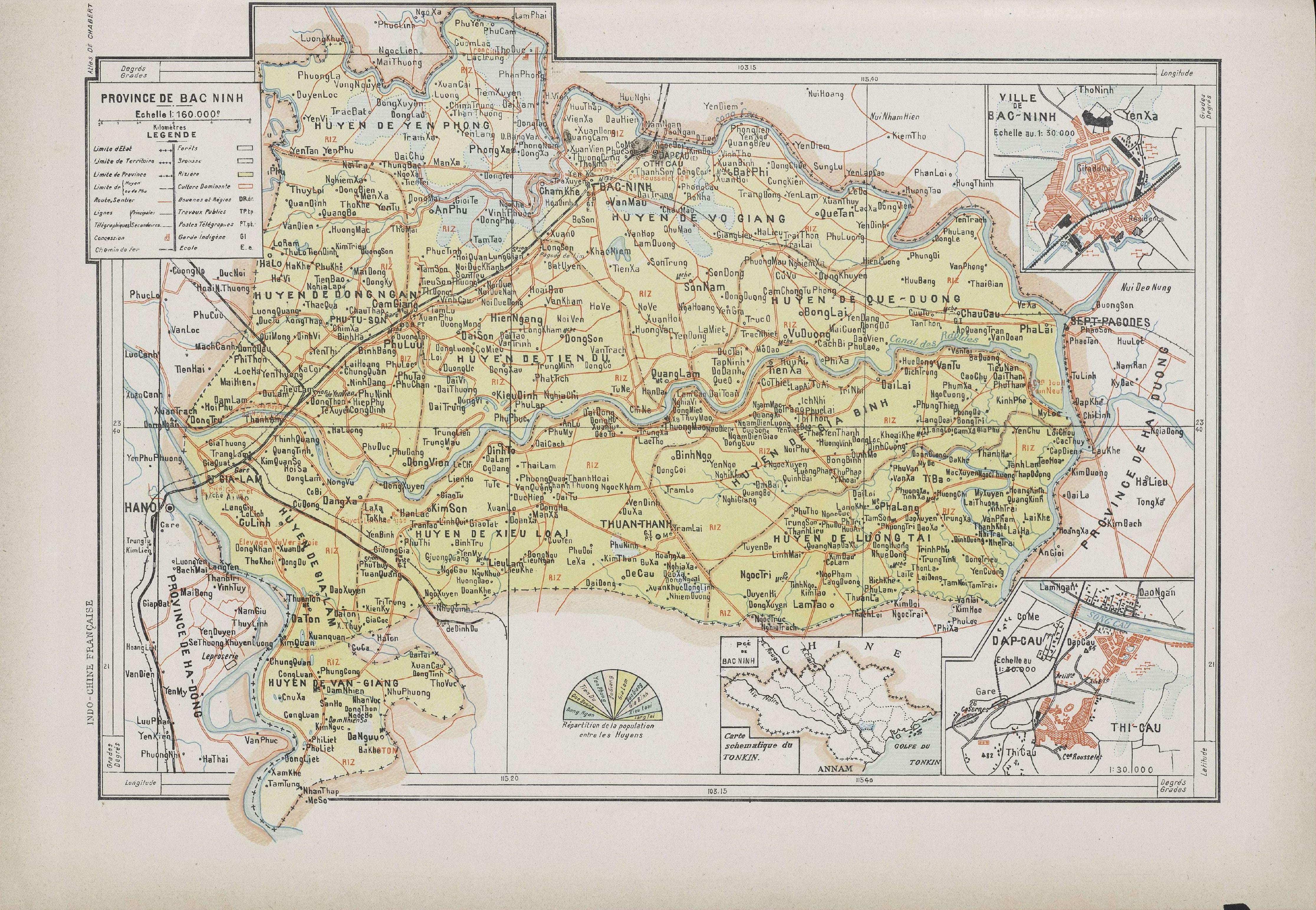
Bản đồ tỉnh Bắc Ninh năm 1909

Năm 1895, tách phủ Lạng Giang ra lập tỉnh Bắc Giang. Năm 1903, tách các huyện Đông Anh, Kim Anh, Đa Phúc nhập vào tỉnh Vĩnh Yên (từ năm 1977, 2 huyện Kim Anh và Đa Phúc hợp nhất thành huyện Sóc Sơn). Ngày 28 tháng 11 năm 1948, huyện Gia Lâm sáp nhập vào tỉnh Hưng Yên nhưng đến ngày 7 tháng 11 năm 1949 lại sáp nhập trở lại tỉnh Bắc Ninh. Năm 1960, huyện Văn Giang của Bắc Ninh được tách sang tỉnh Hưng Yên.
Ngày 20 tháng 4 năm 1961, Quốc hội ban hành nghị quyết về việc mở rộng thành phố Hà Nội. Theo đó, tách toàn bộ huyện Gia Lâm gồm 15 xã: Giang Biên, Phúc Lợi, Thạch Bàn, Cự Khối, Trung Thành, Tiền Phong, Quyết Tiến, Quyết Thắng, Toàn Thắng, Quyết Chiến, Tân Hưng, Đại Hưng, Thừa Thiên, Quang Minh, Kim Lan) nhập vào thành phố Hà Nội..
Ngày 31 tháng 5 năm 1961, tách thị trấn Yên Viên và 5 xã: Dương Hà, Đình Xuyên, Ninh Hiệp, Quang Trung, Tiền Phong thuộc huyện Từ Sơn; 2 xã Phù Đổng, Trung Hưng thuộc huyện Tiên Du; 2 xã Đức Thắng, Chiến Thắng thuộc huyện Thuận Thành để nhập vào huyện Gia Lâm, thành phố Hà Nội. Cùng vói đó, tách 5 xã Liên Hà, Vân Hà, Dục Tú, Đông Hội, Mai Lâm của huyện Từ Sơn nhập vào huyện Đông Anh, thành phố Hà Nội.
Ngày 27 tháng 10 năm 1962, tỉnh Bắc Giang hợp nhất với tỉnh Bắc Ninh thành tỉnh Hà Bắc. Khi hợp nhất, tỉnh Hà Bắc ban đầu gồm 2 thị xã: thị xã Bắc Giang (tỉnh lỵ), thị xã Bắc Ninh và 16 huyện: Gia Lương, Hiệp Hòa, Lạng Giang, Lục Nam, Lục Ngạn, Quế Dương, Sơn Động, Tân Yên, Thuận Thành, Tiên Du, Từ Sơn, Việt Yên, Võ Giàng, Yên Dũng, Yên Phong, Yên Thế.
Năm 1962, hợp nhất 2 huyện Quế Dương và Võ Giàng thành huyện Quế Võ. Ngày 14 tháng 4 năm 1963, hợp nhất 2 huyện Tiên Du và Từ Sơn thành huyện Tiên Sơn.
Ngày 1 tháng 1 năm 1997, theo Nghị quyết của Quốc hội khoá IX, kỳ họp thứ 10 ngày 06 tháng 11 năm 1996. Tách thị xã Bắc Giang và 9 huyện: Hiệp Hòa, Lạng Giang, Lục Nam, Lục Ngạn, Sơn Động, Tân Yên, Việt Yên, Yên Dũng, Yên Thế để thành lập tỉnh Bắc Giang. Khi đó, tỉnh Bắc Ninh còn lại 6 đơn vị hành chính gồm thị xã Bắc Ninh (tỉnh lỵ) và 5 huyện Gia Lương, Quế Võ, Thuận Thành, Tiên Sơn, Yên Phong.
Ngày 9 tháng 8 năm 1999, chia huyện Tiên Sơn thành hai huyện Tiên Du và Từ Sơn; chia huyện Gia Lương thành 2 huyện Gia Bình và Lương Tài. Ngày 25 tháng 1 năm 2006, chuyển thị xã Bắc Ninh thành thành phố Bắc Ninh. Ngày 24 tháng 9 năm 2008, chuyển huyện Từ Sơn thành thị xã Từ Sơn. Ngày 25 tháng 6 năm 2014, thành phố Bắc Ninh được công nhận là đô thị loại II và đến ngày 25 tháng 12 năm 2017 được công nhận là đô thị loại I trực thuộc tỉnh Bắc Ninh. Ngày 1 tháng 11 năm 2021, chuyển thị xã Từ Sơn thành thành phố Từ Sơn. Ngày 10 tháng 4 năm 2023, chuyển hai huyện Thuận Thành và Quế Võ thành hai thị xã có tên tương ứng; tỉnh Bắc Ninh có 2 thành phố, 2 thị xã, 4 huyện.
Ngày 12 tháng 6 năm 2025, Quốc hội ban hành Nghị quyết số 202/2025/QH15 về việc sắp xếp đơn vị hành chính cấp tỉnh (nghị quyết có hiệu lực từ ngày 12 tháng 06 năm 2025). Theo đó, hợp nhất tỉnh Bắc Giang và tỉnh Bắc Ninh cũ thành một đơn vị hành chính mới với tên gọi tỉnh Bắc Ninh. Sau khi hợp nhất, tỉnh Bắc Ninh mới có 4.718,60 km² diện tích tự nhiên và quy mô dân số là 3.619.433 người.
Ngày 16 tháng 6 năm 2025, Quốc hội ban hành Nghị quyết số 1658/2025/QH15 về việc sắp xếp đơn vị hành chính cấp xã (nghị quyết có hiệu lực từ ngày 16 tháng 06 năm 2025). Theo đó, tỉnh Bắc Ninh có 4.718,60 km² diện tích tự nhiên và quy mô dân số là 3.619.433 người, bao gồm 33 phường và 66 xã.

## Hành chính
Tỉnh Bắc Ninh có diện tích 4.718,60 km² với 99 đơn vị hành chính cấp xã, bao gồm 33 phường và 66 xã. Bắc Ninh là tỉnh có nhiều phường nhất Việt Nam.
| Tên         | Diện tích (km²) | Dân số (người) |
| ----------- | --------------- | -------------- |
| Phường (33) |                 |                |
| Bắc Giang   | 23,23           | 122.838        |
| Bồng Lai    | 19,76           | 25.375         |
| Cảnh Thụy   | 27,73           | 26.928         |
| Chũ         | 69,16           | 58.409         |
| Đa Mai      | 33,10           | 51.733         |
| Đào Viên    | 26,63           | 34.724         |
| Đồng Nguyên | 12,64           | 46.023         |
| Hạp Lĩnh    | 12,65           | 22.630         |
| Kinh Bắc    | 19,95           | 84.275         |
| Mão Điền    | 19,50           | 42.785         |
| Nam Sơn     | 18,53           | 43.511         |
| Nếnh        | 35,98           | 55.559         |
| Nhân Hòa    | 20,30           | 30.909         |
| Ninh Xá     | 15,81           | 22.369         |
| Phù Khê     | 14,03           | 50.574         |
| Phương Liễu | 13,37           | 42.255         |
| Phượng Sơn  | 78,74           | 41.342         |
| Quế Võ      | 23,51           | 40.194         |
| Song Liễu   | 17,75           | 31.758         |
| Tam Sơn     | 14,11           | 28.562         |
| Tân An      | 42,87           | 37.816         |
| Tân Tiến    | 25,46           | 34.321         |
| Thuận Thành | 26,58           | 52.318         |
| Tiền Phong  | 30,70           | 36.335         |
| Trạm Lộ     | 18,24           | 21.132         |

| Tên       | Diện tích (km²) | Dân số (người) |
| --------- | --------------- | -------------- |
| Trí Quả   | 19,95           | 34.574         |
| Tự Lạn    | 39,89           | 45.470         |
| Từ Sơn    | 20,31           | 65.697         |
| Vân Hà    | 43,17           | 58.177         |
| Việt Yên  | 51,97           | 59.470         |
| Võ Cường  | 18,08           | 67.255         |
| Vũ Ninh   | 13,43           | 45.480         |
| Yên Dũng  | 52,42           | 44.149         |
| Xã (66)   |                 |                |
| An Lạc    | 134,15          | 8.331          |
| Bảo Đài   | 83,02           | 59.169         |
| Bắc Lũng  | 53,72           | 38.118         |
| Biên Sơn  | 282,24          | 16.112         |
| Biển Động | 57,70           | 17.198         |
| Bố Hạ     | 41,32           | 27.517         |
| Cao Đức   | 19,76           | 16.966         |
| Cẩm Lý    | 49,08           | 20.084         |
| Chi Lăng  | 23,39           | 23.317         |
| Dương Hưu | 142,59          | 12.499         |
| Đại Đồng  | 19,88           | 84.258         |
| Đại Lai   | 15,32           | 19.308         |
| Đại Sơn   | 76,38           | 12.153         |
| Đèo Gia   | 102,93          | 14.680         |
| Đông Cứu  | 20,39           | 28.528         |
| Đông Phú  | 77,05           | 23.733         |
| Đồng Kỳ   | 61,44           | 22.833         |

| Tên          | Diện tích (km²) | Dân số (người) |
| ------------ | --------------- | -------------- |
| Đồng Việt    | 33,21           | 26.714         |
| Gia Bình     | 29,98           | 42.764         |
| Hiệp Hòa     | 62,18           | 90.443         |
| Hoàng Vân    | 40,23           | 52.899         |
| Hợp Thịnh    | 49,27           | 71.714         |
| Kiên Lao     | 67,19           | 16.989         |
| Kép          | 58,64           | 42.576         |
| Lạng Giang   | 55,41           | 63.413         |
| Lâm Thao     | 26,26           | 32.432         |
| Liên Bão     | 19,82           | 34.273         |
| Lục Nam      | 58,91           | 58.050         |
| Lục Ngạn     | 82,71           | 42.367         |
| Lục Sơn      | 125,98          | 16.499         |
| Lương Tài    | 24,69           | 31.830         |
| Mỹ Thái      | 46,63           | 46.469         |
| Nam Dương    | 85,57           | 18.987         |
| Nghĩa Phương | 88,32           | 27.830         |
| Ngọc Thiện   | 51,26           | 56.702         |
| Nhã Nam      | 34,43           | 33.127         |
| Nhân Thắng   | 22,14           | 26.738         |
| Phật Tích    | 16,83           | 23.960         |
| Phù Lãng     | 28,15           | 26.964         |
| Phúc Hòa     | 32,69           | 24.998         |
| Quang Trung  | 31,36           | 30.398         |
| Sa Lý        | 83,95           | 6.352          |
| Sơn Động     | 78,72           | 24.394         |

| Tên         | Diện tích (km²) | Dân số (người) |
| ----------- | --------------- | -------------- |
| Sơn Hải     | 102,89          | 9.591          |
| Tam Đa      | 20,52           | 36.730         |
| Tam Giang   | 14,93           | 25.590         |
| Tam Tiến    | 60,34           | 17.639         |
| Tân Chi     | 18,11           | 27.812         |
| Tân Dĩnh    | 31,96           | 35.334         |
| Tân Sơn     | 95,37           | 14.823         |
| Tân Yên     | 48,13           | 50.732         |
| Tây Yên Tử  | 132,76          | 10.612         |
| Tiên Du     | 20,97           | 44.812         |
| Tiên Lục    | 51,49           | 59.220         |
| Trung Chính | 27,64           | 26.960         |
| Trung Kênh  | 27,32           | 38.606         |
| Trường Sơn  | 72,55           | 18.634         |
| Tuấn Đạo    | 97,87           | 6.407          |
| Văn Môn     | 15,26           | 37.449         |
| Vân Sơn     | 134,15          | 8.331          |
| Xuân Cẩm    | 54,32           | 73.763         |
| Xuân Lương  | 99,67           | 19.226         |
| Yên Định    | 48,17           | 9.342          |
| Yên Phong   | 27,89           | 63.489         |
| Yên Thế     | 43,67           | 30.651         |
| Yên Trung   | 18,34           | 36.329         |

## Kinh tế
Khi tái lập tỉnh, Bắc Ninh có cơ cấu nông nghiệp chiếm 45,1%, dịch vụ 31,1%, công nghiệp - xây dựng 23,8%, thu ngân sách 164 tỷ đồng, GDP đầu người 144 USD/năm; có bốn doanh nghiệp FDI với tổng vốn đăng ký 117 triệu USD, kết cấu hạ tầng yếu kém, công nghiệp chỉ có các cơ sở sản xuất nhỏ, giá trị sản xuất công nghiệp trên địa bàn đạt 569 tỷ đồng. Sau năm 1997 kinh tế Bắc Ninh đã phát triển. Giai đoạn 2006-2010 GDP tăng trưởng trung bình 15,3% trong đó có năm 2010 tăng trưởng tới 17.86% (cao nhất từ trước tới nay của tỉnh).
Kinh tế năm 2020: Tổng sản phẩm trên địa bàn (GRDP) tuy không đạt mức tăng theo kế hoạch đề ra nhưng có kết quả tăng trưởng dương GRDP (theo giá so sánh 2010) cả năm ước đạt 124.975 tỷ đồng, tăng 3,31%; theo giá hiện hành ước đạt 209.227 tỷ đồng, tăng 4,58%. Kết quả này phản ánh những nỗ lực rất lớn của tỉnh, đặc biệt trong 4 tháng cuối năm. Khu vực công nghiệp xây dựng, ngành công nghiệp ước đạt 88.404 tỷ đồng duy trì mức tăng 5,0% (năm 2019 giảm 0,2%), đóng góp 3,5 điểm phần trăm vào mức tăng chung. Cùng với xu hướng của cả nước, công nghiệp của Bắc Ninh chuyển dịch theo hướng phát triển các ngành công nghiệp có giá trị tăng cao và qui mô xuất khẩu lớn. Trong khu vực dịch vụ, đóng góp của một số ngành dịch vụ thị trường có tỷ trọng lớn vào mức tăng chung như sau: Bán buôn bán lẻ tăng 2.8%, đóng góp lớn nhất vào mức tăng chung 0,12 điểm phân trăm, hoạt động tài chính, ngân hàng và bảo hiểm tăng 8,3%, đóng góp 0,14 điểm phần trăm hoạt động kinh doanh bất động sản tăng 3,9% đóng góp 0,049 điểm phần trăm, hoạt động giáo dục và đào tạo tăng 40%, đóng góp 0,06 điểm phần trăm. Tổng thu NSNN trên địa bàn năm 2020 là 30.731 tỷ đồng, tăng 1,1% so với năm 2019. Trong đó, thu hải quan 6.375 tỷ đồng, tăng 5,5%; thu nội địa 24.356 tỷ đồng, tăng nhẹ +0,04%. Về cơ cấu thụ, năm 2020 thu hải quan chiếm 20,7% tổng thu ngân sách Nhà nước trên địa bản (tăng 0,9% so với năm 2019); thu nội địa chiếm 79,3%. Chi ngân sách địa phương là 24.053 tỷ đồng, giảm 13% so với năm 2019. Trong đó, chi đầu tư phát triển là 11.811 tỷ đồng, tăng 24,3%; chỉ thường xuyên là 8.560 tỷ đồng, tăng 2,8%. Tổng dư nợ tín dụng thời điểm cuối năm 2020 ước đạt 101.094 tỷ đồng, tăng 12,9%.
Năm 2021, quy mô kinh tế (GRDP): 227.615 tỷ đồng. Chỉ số sản xuất công nghiệp IIP tăng 9,67%. Giá trị sản xuất công nghiệp (giá so sánh 2010): 1.284.569 tỷ đồng; tính theo giá hiện hành là 1.500.000 tỷ đồng. Tăng trưởng GRDP (giá hiện hành): 8,8%. Tăng trưởng GRDP (giá so sánh 2010): 6,9%. GRDP bình quân đầu người: 6.738 USD. Thu nhập bình quân đầu người: 71,8 triệu VNĐ. Thu ngân sách: 33.052 tỷ đồng; trong đó thu nội địa: 25.327 tỷ đồng. Dân số: 1.462.945 người. Tỷ lệ đô thị hóa: 38%. Xuất khẩu: 46,408 tỷ USD. Nhập khẩu: 41,260 tỷ USD. Tổng nguồn vốn huy động trên địa bàn đạt 196.200 tỷ đồng. Tổng mức bán lẻ hàng hóa và dịch vụ: 61.903 tỷ đồng. Số doanh nghiệp thành lập mới: 2.344 tổng vốn 28.622 tỷ đồng. Thút đầu tư FDI (tính đến 20/12/2021): 1,663 tỷ USD; lũy kế 21,243 tỷ USD. Thu hút đầu tư trong nước (tính đến 20/12/2021) 27.543 tỷ VNĐ. Tổng vốn đầu tư phát triển năm 2021: 58,2 nghìn tỷ đồng. Tỷ lệ huyện đạt chuẩn nông thôn mới: 100%. Tỷ lệ hộ nghèo theo chuẩn đa chiều: 0,85%.

## Xã hội

### Giáo dục

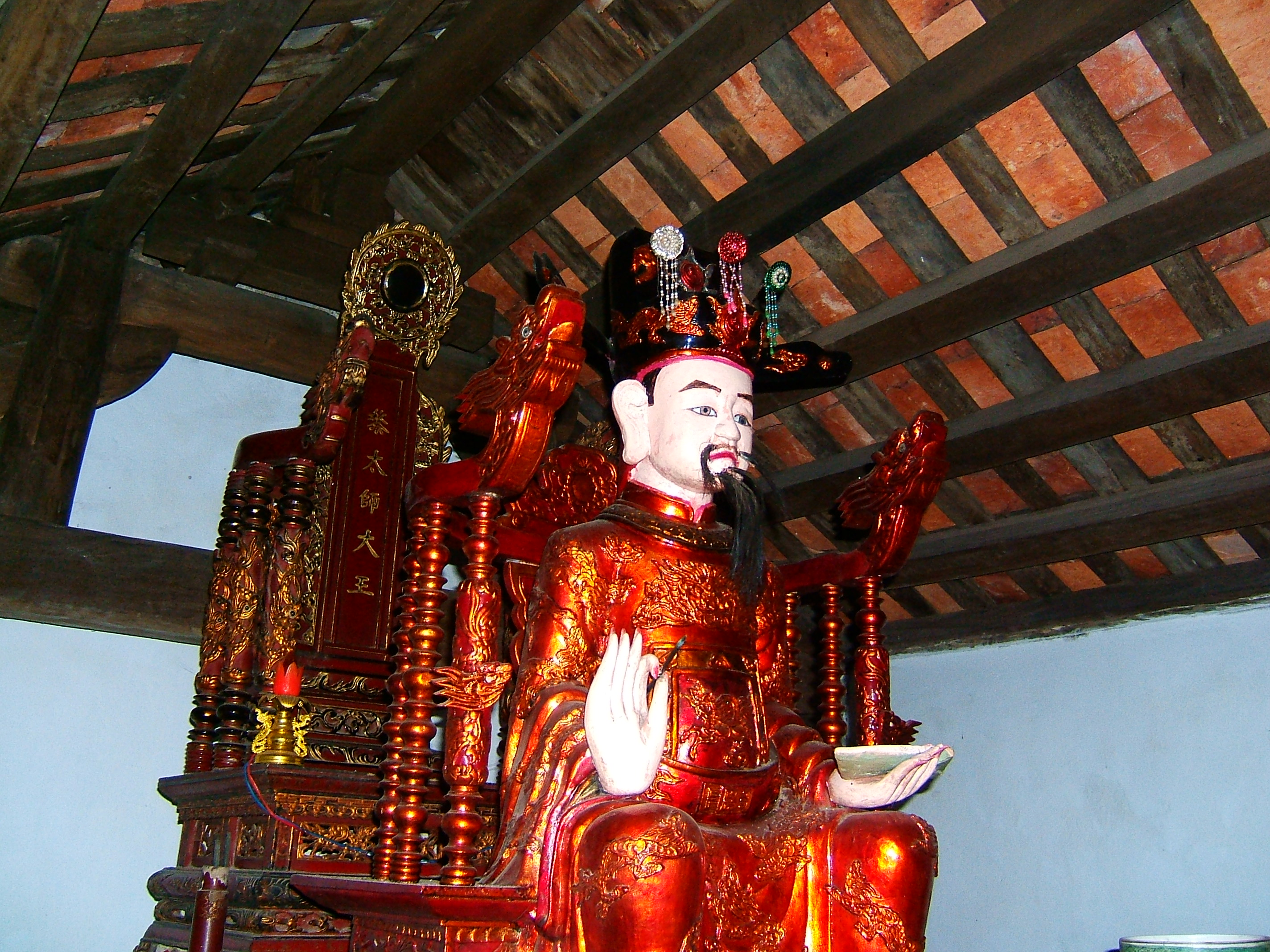
Tượng Thủ khoa Minh kinh bác học Lê Văn Thịnh

Trong lịch sử, Bắc Ninh là tỉnh có nhiều Trạng nguyên nhất Việt Nam dù rằng diện tích nhỏ nhất trong nước. Khoa thi đầu tiên là khoa Minh kinh bác học, và khoa thi Nho học với tên gọi Trạng nguyên chính thống lần đầu thì người khai khoa đều là người Bắc Ninh. Trong những kỳ thi Đình dưới các triều đại phong kiến, cả nước chọn được 47 Trạng nguyên và 2991 Tiến sĩ thì riêng Kinh Bắc đã có tới 17 Trạng nguyên và 622 Tiến sĩ. Riêng thôn Tam Sơn có 2 Trạng nguyên. Có 2 vị được đi sứ dự thi cùng các Nho sĩ Trung Quốc, được đỗ đầu trở thành Lưỡng quốc Trạng nguyên. Bắc Ninh là mảnh đất địa linh, nhân kiệt với câu vè mang tính ước lệ nói về các vị tài danh xứ Kinh Bắc: "Một giỏ ông Đồ/ Một bồ ông Cống/Một đống ông Nghè/ Một bè Tiến sỹ/Một bị Trạng nguyên/Một thuyền Bảng nhãn". Riêng làng Ngọc Quan vì có tính đặc sắc trong khoa cử được mang danh hiệu Làng Khôi nguyên xứ Bắc.
Có những vị vừa là Thủ khoa Nho học vừa là Tể tướng như Nguyễn Đăng Đạo (Trạng nguyên - Tham tụng), Vũ Miên (Hội nguyên - Tham tụng, Quốc tử giám Tế tửu, Quốc sử quán Tổng tài). Có những dòng họ lưu giữ được truyền thống nhiều đời: dòng họ Vũ làng Lương Xá (Vũ Kính, Vũ Giới...), họ Vũ làng Xuân Lan (Vũ Miên)
Các Trạng nguyên người Bắc Ninh bao gồm
- Thủ khoa Minh kinh bác học Lê Văn Thịnh (1075) - Người đứng đầu khoa thi đầu tiên trong lịch sử phong kiến Việt Nam khi chưa có danh hiệu Trạng nguyên.
- Nguyễn Quan Quang - Trạng nguyên đầu tiên (bắt đầu gọi là Trạng nguyên) (1234) - Tam Sơn
- Lý Đạo Tái (1272) - Tổ thứ ba (Huyền Quang) của thiền phái Trúc Lâm Yên Tử
- Lưu Thúc Kiệm (1400)
- Nguyễn Nghiêu Tư (1448) - Trạng Lợn, Lưỡng quốc Trạng nguyên
- Vũ Kiệt (1472)
- Nguyễn Quang Bật (1484)
- Nghiêm Hoản (1496)
- Nguyễn Giản Thanh (1508) - Trạng Me
- Ngô Miễn Thiệu (1518) - Trạng nguyên - Tam Sơn
- Hoàng Văn Tán (1523)
- Nguyễn Lượng Thái (1553)
- Phạm Quang Tiến (1565)
- Vũ Giới (1577)
- Nguyễn Xuân Chính (1637)
- Nguyễn Đăng Đạo (1683) - Trạng Bịu, Lưỡng quốc Trạng nguyên
- Trạng nguyên Giáp Hải
- Đệ nhất giáp khoa xuất thân Nguyễn Viết Chất
- Đình nguyên khoa Nguyễn Đình Tuân (Đinh Mão 1867 - 1941)
- Thám hoa Quách Nhẫn (1251 - 1258)

Riêng bảng nhãn, thám hoa, tiến sĩ có rất nhiều. Đặc biệt Làng Kim Đôi có 25 vị trong đó, họ Nguyễn có 18 vị, họ Phạm có 7 vị (Theo Trạng nguyên, Bảng nhãn, Thám hoa Việt Nam). Làng Tam Sơn là làng duy nhất của cả nước có đủ (Trạng nguyên, Bảng nhãn, Thám hoa).
Sự nghiệp giáo dục - đào tạo phát triển toàn diện theo hướng bền vững. Công tác phổ cập giáo dục ở các cấp học tiếp tục được quan tâm và công nhận hoàn thành phổ cập giáo dục – xóa mù chữ các cấp học ở mức độ cao nhất cả nước. Cơ sở vật chất, trang thiết bị dạy học được đầu tư có trọng tâm, trọng điểm, đồng bộ, hiện đại.
Tỉnh Bắc Ninh đã và đang quy hoạch 3 làng Đại học: 
- Làng Đại học I có diện tích khoảng 200 ha tại Võ Cường (TP. Bắc Ninh) và xã Liên Bão (Tiên Du).
- Làng Đại học II quy hoạch theo hướng "Công viên các trường Đại học" với diện tích tổng thể khoảng 1.300 ha tại các phường Hạp Lĩnh (TP. Bắc Ninh), xã Lạc Vệ, Việt Đoàn, Minh Đạo, Tân Chi (Tiên Du).
- Làng Đại học III hiện tỉnh Bắc Ninh đang xúc tiến quy hoạch và lập dự án đầu tư quy mô 1000 ha[30].

Năm 2008, toàn tỉnh có 18.293 học sinh tốt nghiệp Trung học phổ thông, thì có 19.380 lượt học sinh dự thi ĐH, với tổng điểm bình quân 3 môn thi ĐH là 12,85. Bắc Ninh xếp thứ 6 toàn quốc về tổng điểm bình quân 3 môn thi

### Y tế
Theo Tổng cục Thống kê Việt Nam thì năm 2010, Bắc Ninh có 217 cơ sở khám chữa bệnh trực thuộc sở Y tế, trong đó có 19 bệnh viện, 10 phòng khám khu vực và 186 trạm y tế. Cùng với hệ thống y tế của nhà nước, cũng có một hệ thống bệnh viện, phòng khám tư nhân đang dần phát triển. Bắc Ninh hiện có các bệnh viện sau:
- Bệnh viện Đa khoa Bắc Ninh.
- Bệnh viện Quân y 110.
- Bệnh viện Y học cổ truyền - Phục hồi chức năng tỉnh Bắc Ninh.
- Bệnh viện sức khỏe Tâm thần Bắc Ninh.
- Bệnh viện  Da liễu tỉnh Bắc Ninh.
- Bệnh viện Sản nhi tỉnh Bắc Ninh.
- Bệnh viện Mắt tỉnh Bắc Ninh.
- Bệnh viện Phổi tỉnh Bắc Ninh.
- Bệnh viện đa khoa Kinh Bắc II.
- Bệnh viện Mắt Sông Cầu.
- Bệnh viện đa khoa Hồng Phúc.
- Bệnh viện đa khoa Ngã Tư Hồ.
- Hệ thống trung tâm y tế các huyện, thị xã, thành phố của tỉnh.

## Dân cư
Năm 2022, dân số Bắc Ninh là 1.488.250 người, chiếm 1,4% dân số cả nước và đứng thứ 22/63 tỉnh, thành phố, trong đó nam 732.045 người và nữ 756.205 người; khu vực thành thị 763.770 người, chiếm 60,3% dân số toàn tỉnh và khu vực nông thôn 724.480 người, chiếm 39,7%. Mật độ dân số Bắc Ninh năm 2022 đã lên tới 1.809 người/km², gần gấp 5 lần mật độ dân số bình quân của cả nước và là địa phương có mật độ dân số cao thứ 3 trong số 63 tỉnh, thành phố, chỉ thấp hơn mật độ dân số của Hà Nội, thành phố Hồ Chí Minh.
Bắc Ninh có lực lượng lao động là 789.420 người, chiếm 53,04% tổng dân số. Tính đến năm 2022 Bắc Ninh có 60,34% dân số sống tại các đô thị (I, III, IV, V) với 898.010 người và 39,66% với 590.240 người sống ngoài đô thị. Mục tiêu của Bắc Ninh phù hợp với tiêu chí đô thị loại I trực thuộc trung ương.
Trên địa bàn tỉnh hiện có nhiều dân tộc sinh sống, trong đó Kinh chiếm tuyệt đối đại đa số từ ngàn đời nay. 
Hiện nay, trên địa bàn tỉnh có 45 thành phần dân tộc, trong đó có 7 DTTS có dân số đông, sinh sống thành cộng đồng (Nùng 97.876 người, Tày 57.224 người, Sán Dìu 33.135 người, Hoa 22.960 người, Cao Lan 19.021 người, Sán Chí 12.495 người, Dao 12.271 người), còn lại trên 2.200 người thuộc 29 DTTS khác. Có 4 huyện đông người DTTS, gồm: Sơn Động 45.338 người, Lục Ngạn 122.294 người, Lục Nam 35.972 người, Yên Thế 36.054 người.  
Dưới đây là 3 dân tộc đông dân nhất là:
| Dân tộc | Dân số (người) | Tỉ lệ DS toàn tỉnh (%) | Dân số đô thị (người) | Tỉ lệ DS dân tộc(%) | Dân số nông thôn (người) | Tỉ lệ DS dân tộc(%) |
| ------- | -------------- | ---------------------- | --------------------- | ------------------- | ------------------------ | ------------------- |
| Kinh    | 1.021.061      | 99,67%                 | 249.305               | 24,42%              | 781.276                  | 75,58%              |
| Tày     | 1.484          | 0,14%                  | 540                   | 36,39%              | 944                      | 63,61%              |
| Nùng    | 789            | 0,08%                  | 253                   | 32%                 | 536                      | 68%                 |

Cũng giống như phần lớn các tỉnh khác tại Miền Bắc Việt Nam, Bắc Ninh có đại đa số cư dân "không tôn giáo". Theo thống kê năm 2019, số người theo có tôn giáo tại tỉnh Bắc Ninh là 43.573 người, tức chiếm 3,7% tổng dân số của tỉnh. Hiện nay, Bắc Ninh có 7 tôn giáo hoạt động là Phật giáo, Công giáo, Tin Lành, Hồi giáo, Minh Lý đạo,Phật giáo Hòa Hảo và Cao Đài. Bắc Ninh có 40 xứ đạo Công giáo hoạt động và tất cả các hoạt động Công giáo ở Bắc Ninh đều do Toà Giám mục Giáo phận Bắc Ninh chỉ đạo.
| STT | Tôn giáo          | Tín đồ (người) | Tỷ lệ với dân số toàn tỉnh (%) |
| --- | ----------------- | -------------- | ------------------------------ |
| 1   | Công giáo         | 36.701         | 2%                             |
| 2   | Phật giáo         | 4.844          | 0,4%                           |
| 3   | Tin Lành          | 17             |                                |
| 4   | Hồi giáo          | 5              |                                |
| 5   | Phật giáo Hòa Hảo | 3              |                                |
| 6   | Đạo Cao Đài       | 2              |                                |
| 7   | Minh Lý đạo       | 1              |                                |
|     | Tổng số           | 53.573         | 3,9%                           |

## Văn hóa

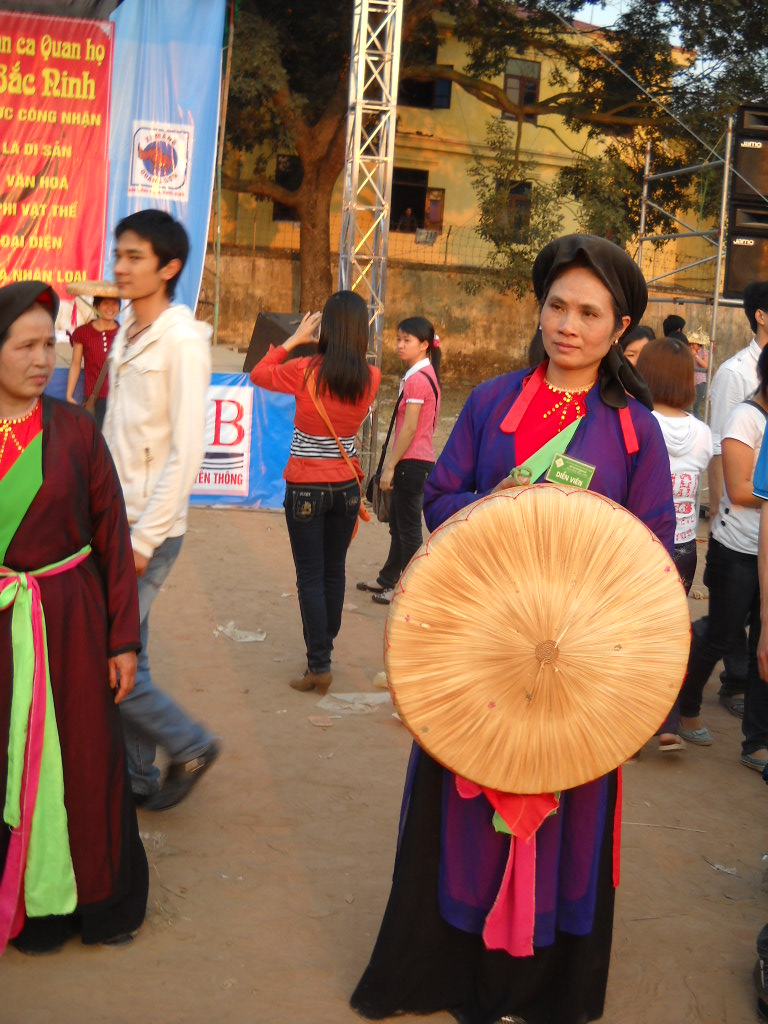
Liền chị quan họ
Hội Lim - Bắc Ninh

Bắc Ninh có một nền văn hoá đặc sắc, một vùng quê có nhiều di tích lịch sử văn hoá, lễ hội dân gian, làng nghề truyền thống. Những dấu ấn lịch sử sống động truyền thống văn hoá Việt Nam, đậm đà bản sắc Kinh Bắc, được kết tinh trong những di sản văn hoá, các lễ hội dân gian. Bắc Ninh là địa phương thứ 3 xây dựng văn miếu có tầm cỡ, quy mô, trang trọng. Văn miếu Bắc Ninh với 677 vị đại khoa, chiếm 1/3 tổng số vị đại khoa của cả nước đã được vinh danh. Văn miếu Bắc Ninh với những trang lịch sử văn hóa, giáo dục còn lưu giữ được cho đến ngày nay là những cứ liệu vô cùng giá trị của nền văn minh ở vùng Kinh Bắc, nơi có thành cổ Luy Lâu, nơi Sĩ Nhiếp truyền bá Hán học. Chùa Dâu, Chùa Phật Tích, Chùa Bút Tháp là những nơi phát tích của Phật giáo Việt Nam, Chùa Dận. Bắc Ninh với các làn điệu quan họ, các làng nghề như làng tranh Đông Hồ, làng gốm Phù Lãng, gỗ mỹ nghệ Đồng Kỵ, rèn sắt Đa Hội, đúc đồng Đại Bái, dệt Hồi Quan. Các di tích lịch sử đáng kể có Lăng và đền thờ Kinh Dương Vương - thờ Thủy Tổ Việt Nam, đền Đô - thờ tám vị vua triều Lý, đền Phụ Quốc, đình làng Đình Bảng, chùa Cổ Lũng v.v...  Bắc Ninh có một số đặc sản như bánh phu thê Đình Bảng, bánh tẻ làng Chờ, bánh khúc làng Diềm, nem Bùi (Ninh Xá), rượu nếp làng Cẩm, cháo cá Bắc Ninh, tương Đình Tổ, bánh tro. Các nghề có truyền thống lâu đời như tơ tằm, gốm sứ, đúc đồng, khắc gỗ, làm giấy, tranh vẽ dân gian.
Tính đến ngày 05/12/2015 Bắc Ninh đã nhận 3 danh hiệu UNESCO Việt Nam đó là: 
- Dân ca Quan họ Băc Ninh.
- Ca trù.
- Trò chơi Kéo co truyền thống (kéo co được công nhận ngày 3/12/2015 - là hồ sơ đa quốc gia cùng với Hàn Quốc, Campuchia, Philippines).

### Lễ hội

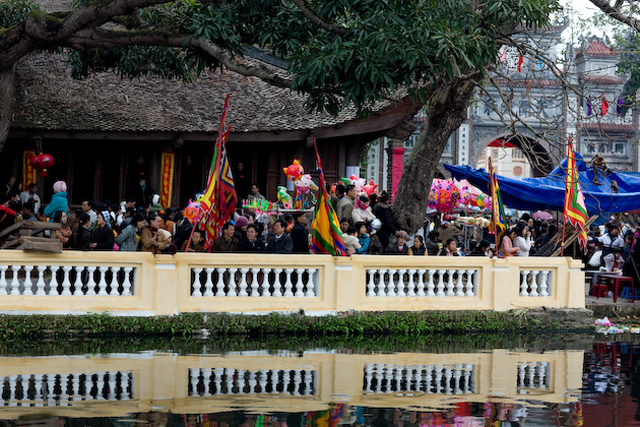
Lễ hội làng Đồng Kỵ 2009

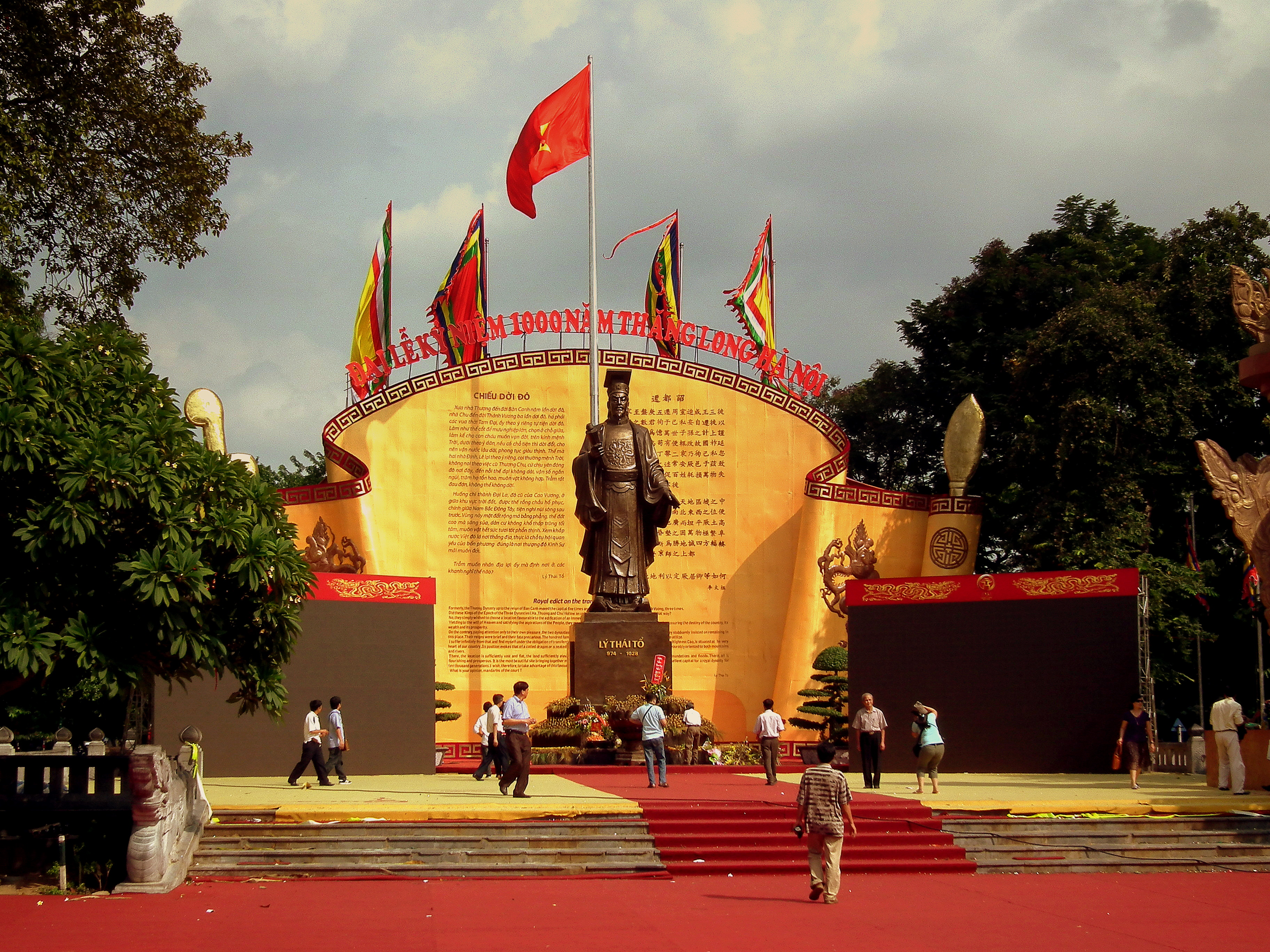
Tượng vua Lý Thái Tổ

Hàng năm, trên địa bàn tỉnh Bắc Ninh diễn ra hơn 547  lễ hội lớn nhỏ khác nhau. Một số lễ hội tiêu biểu được liệt kê dưới đây (Theo âm lịch):
- Lễ hội Kinh Dương Vương - Lạc Long Quân và Âu Cơ (thôn Á Lữ, xã Đại Đồng Thành, thị xã Thuận Thành) được tổ chức vào ngày 16-17-18 tháng Giêng, nơi thờ Thủy Tổ người Việt, ông nội vua Hùng.
- Hội chùa Tổ (thôn Vạn Ty, xã Thái Bảo, huyện Gia Bình). Đây là quê hương của Huyền Quang (Lý Đạo Tái) một trong ba vị sáng lập thiền phái Trúc Lâm đời Trần. Lễ hội diễn ra từ 18-21 tháng 2 âm lịch hàng năm.
- Lễ hội làng Đại Lâm (xã Tam Đa, huyện Yên Phong) được tổ chức vào 24-25-26 tháng giêng, hội có môn bơi bơi chải kỉ niệm chiến thắng sông Như Nguyệt.
- Lễ hội Lim ở xã Nội Duệ nay là thị trấn Lim, huyện Tiên Du, được tổ chức vào 11 - 13 tháng giêng.
- Lễ hội làng Tam Tảo (xã Phú Lâm, huyện Tiên Du) được tổ chức vào mồng 10 tháng 2 hàng năm.
- Lễ hội Đền Bà Chúa Kho (thuộc phường Vũ Ninh, thành phố Bắc Ninh ngay bên bờ hữu ngạn sông Cầu), khai hội vào ngày 14- tháng 1 Âm lịch nhằm tưởng niệm ngày giỗ Bà.
- Lễ hội chùa Phật Tích (chùa nằm trên đồi Phật Tích hay còn gọi là núi Lạn Kha, Rìu Mục) thuộc xã Phật Tích, huyện Tiên Du, lễ hội từ mùng 3 đến mùng 5 Tết.
- Lễ hội làng Kim Chân (làng Tiến sĩ) thuộc phường Kim Chân, thành phố Bắc Ninh. Được tổ chức vào ngày 26 đến 28 tháng 2.
- Lễ hội Đền Đô (phường Đình Bảng, thành phố Từ Sơn) để kỷ niệm ngày đăng quang của vua Lý Thái Tổ - 15 tháng 3 năm Canh Tuất 1010, và tưởng niệm các vị vua nhà Lý.
- Lễ hội chùa Bút Tháp (chùa Thấp) ngày 22 - 24 tháng 3 âm lịch ở thôn Bút Tháp, xã Đình Tổ, thị xã Thuận Thành
- Lễ hội Thập Đình ngày 5 - 7 tháng 2 âm lịch (của mười làng thuộc huyện Gia Bình và thị xã Quế Võ) để kỷ niệm trạng nguyên đầu tiên của Việt Nam tức Thái sư Lê Văn Thịnh và Doãn Công (Cao Doãn Công), chính hội được tổ chức ở Đình Cả tại thôn Bảo Tháp, xã Đông Cứu, huyện Gia Bình.
- Lễ hội Cao Lỗ Vương ngày 10 - tháng 3 ở làng Tiểu Than (làng Dựng) xã Vạn Ninh và làng Đại Than (làng Lớ) ở xã Cao Đức, huyện Gia Bình[41].
- Lễ hội Đồng Kỵ (phường Đồng Kỵ, thành phố Từ Sơn) ngày 4 - tháng Giêng.
- Lễ hội Khám (chùa Linh Ứng, phố Khám, phường Gia Đông, thị xã Thuận Thành) ngày 7 tháng 4 âm lịch.
- Lễ hội Chùa Dâu ngày 8 tháng 4 âm lịch. Chùa tọa lạc ngay cạnh tỉnh lộ 282 nay là quốc lộ 17 thuộc khu phố Khương Tự, phường Thanh Khương, thị xã Thuận Thành.
- Lễ hội truyền thống làng Vĩnh Kiều thuộc phường Đồng Nguyên, thành phố Từ Sơn.

Có câu:
Mùng bảy hội Khám, mùng tám hội Dâu
Mùng chín đâu đâu cũng về hội Gióng hội làng Diềm - Từ ngày mồng 5 đến ngày mồng 7 tháng 2 âm lich hằng năm - Tại làng Viêm Xá (còn gọi là làng Diềm), phường Hòa Long, thành phố Bắc Ninh, tỉnh Bắc Ninh.
- Lễ hội kéo co khu phố Hữu Chấp, phường Hòa Long, thành phố Bắc Ninh - Ngày mồng 4 - tháng giêng
- Lễ hội truyền thống chùa Thượng Phúc thuộc khu phố Cung Kiệm, phường Nhân Hòa, thị xã Quế Võ ngày 10 tháng 2 âm lịch hàng năm. Nơi đặt tượng "Quan Thế Âm" - Bảo vật quốc gia được khắc từ năm 1449[43].
- Lễ hội Xương Giang : Ngày 06, 07 tháng Giêng âm lịch
- Lễ hội Yên Thế : Ngày 16 tháng Ba dương lịch
- Lễ hội Tiên Lục Ngày 09 tháng Giêng âm lịch các năm nhuận
- Lễ hội đền Từ Hả : Ngày 07, 08 tháng Giêng âm lịch
- Lễ hội Cầu Vồng : Ngày 15, 16, 17 tháng Giêng âm lịch
- Lễ hội Thổ Hà : Ngày 21, 22 tháng Giêng âm lịch
- Lễ hội chùa Vĩnh Nghiêm : Ngày 13, 14, 15 tháng Hai âm lịch
- Lễ hội Bổ Đà : Ngày 17, 18 tháng Hai âm lịch
- Lễ hội đình Dĩnh Thép : Ngày 06 tháng Ba âm lịch
- Lễ hội Suối Mỡ : Ngày 30 tháng Ba và 01 tháng Tư âm lịch

### Di tích, di sản văn hóa

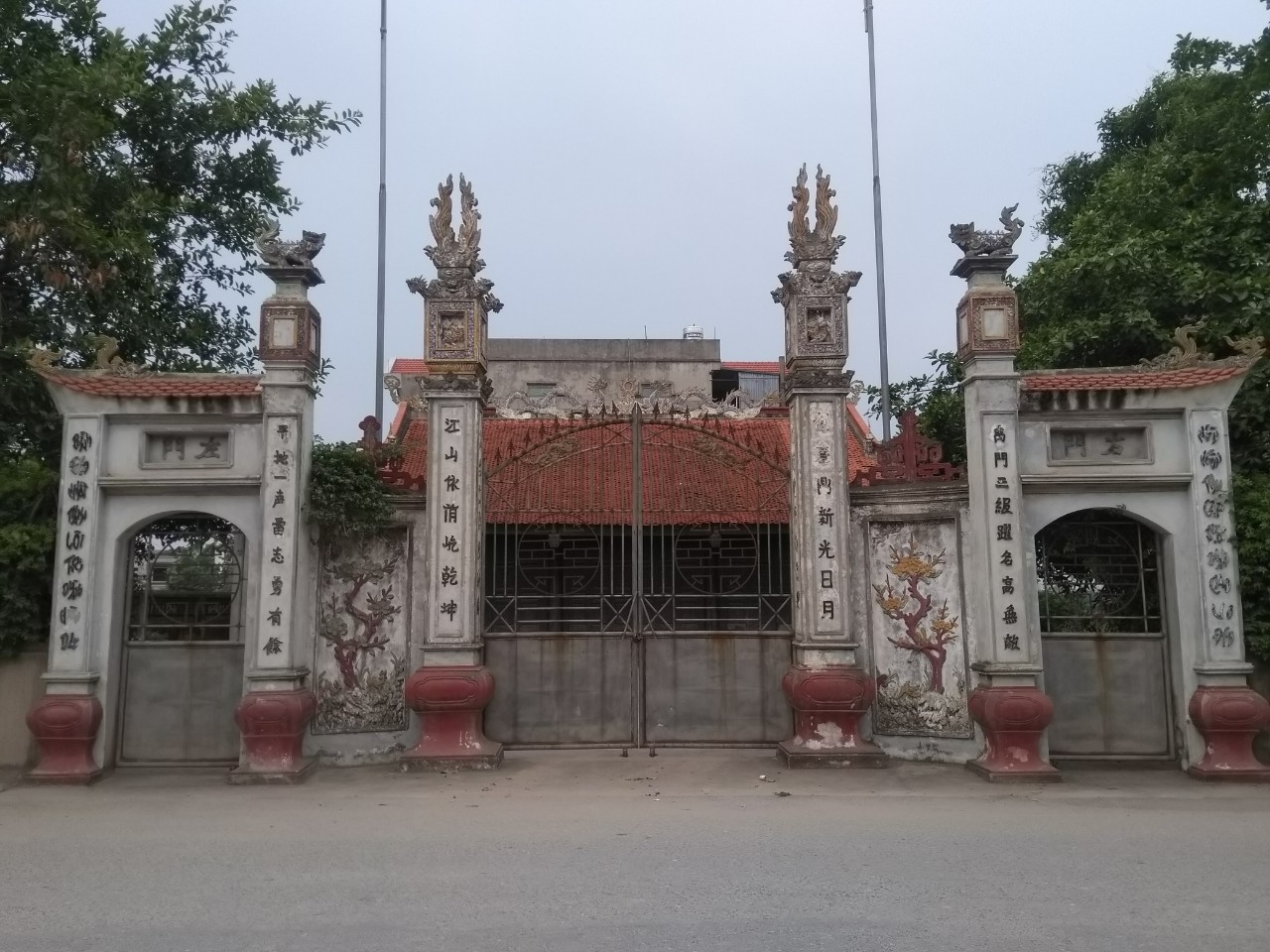
Đình Đại Vi (Tiên Du), nơi thờ 3 vị tướng nhà Đinh có công dẹp loạn 12 sứ quân

Bắc Ninh có khoảng 1600 di tích lịch sử văn hoá, trong đó có 651 di tích được xếp hạng (trong đó có 204 di tích xếp hạng cấp Quốc gia, 4 di tích Quốc gia đặc biệt, 443 di tích xếp hạng cấp tỉnh), 17 bảo vật quốc gia.  Là tỉnh có nhiều di tích cấp quốc gia chỉ sau thành phố Hà Nội. Điều đặc biệt ở Bắc Ninh là tín ngưỡng thờ Thánh Tam Giang rất phổ biến với vài trăm làng thờ, tập trung nhiều ở các làng quan họ ven sông Cầu.
Di sản văn hóa phi vật thể tiêu biểu nhất ở Bắc Ninh là dân ca Quan họ Bắc Ninh đã được Tổ chức Giáo dục, Khoa học và Văn hóa Liên Hợp Quốc xếp vào Kiệt tác truyền khẩu và phi vật thể nhân loại.

### Làng nghề truyền thống

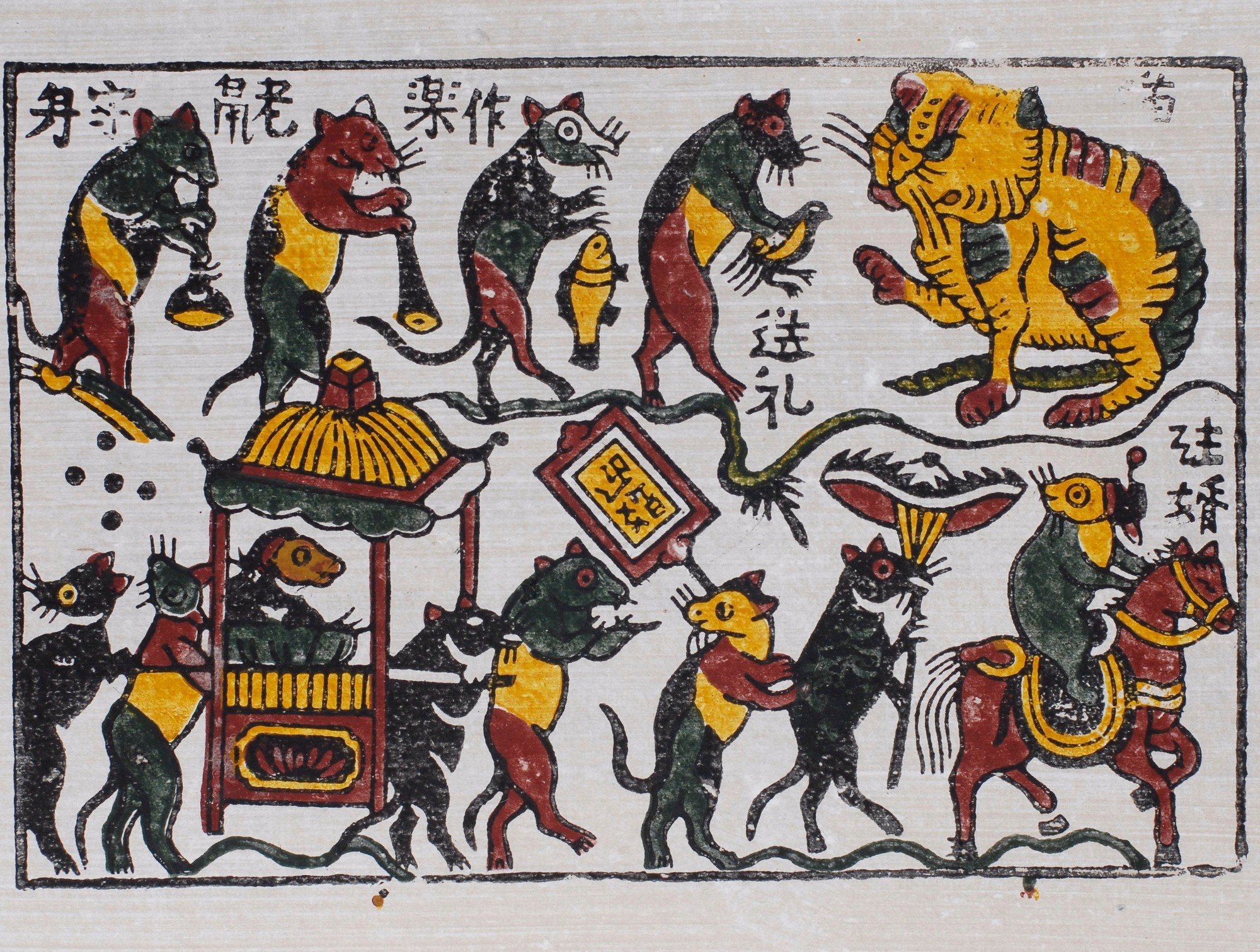
Tranh Đông Hồ
Đám cưới chuột (Bắc NInh)

Bắc Ninh với nhiều làng nghề truyền thống có tuổi đời hàng trăm năm, đã làm ra những sản phẩm thủ công tinh xảo, độc đáo. Hiện nay, Bắc Ninh có 62 làng có nghề. Trong đó 30 làng nghề đã được cấp bằng công nhận gồm 21 làng nghề truyền thống, 9 làng nghề mới, 32 làng có nghề. Các làng nghề chủ yếu trong các lĩnh vực như đồ gỗ mỹ nghệ xuất khẩu, sản xuất giấy, gốm, sắt, thép tái chế, đúc đồng. Các làng nghề đã góp phần rất lớn trong việc giải quyết công ăn việc làm cho nhân dân trong tỉnh (trên 72.000 lao động thường xuyên và trên 10.000 lao động thời vụ).

### Ẩm thực
Món ăn đặc trưng địa phương của tỉnh không có nhiều nhưng cũng ấn tượng: bánh đa thôn Đoài, bánh tro (âm) Đình Tổ, bánh khoai Thị Cầu, đậu gù Trà Lâm, bún tươi Khắc Niệm, tỏi An Thịnh, bánh xu xê Đình Bảng, gà Hồ, bánh tẻ Chờ, giò chả Tân Hồng, cà rốt Gia Lương, thịt chuột Đình Bảng, kẹo lạc, cháo thái Đình Tổ, khoai tây Quế Võ, rượu nếp làng Cẩm, phở gan cháy Đáp Cầu, kẹo cốm Lũng Giang, bánh đa nem Yên Phụ, mì gạo Tử Nê, bánh cuốn Mão Điền, rượu Đại Lâm, tương Đình Tổ, nem Bùi, bánh khúc làng Diềm.
Vải thiều Lục Ngạn,Gà đồi Yên Thế, Mỳ Chũ,  Cam Bố Hạ, Na Lục Nam, Bánh đa Thổ Hà, Gỏi cá mè, Xôi trứng kiến, Dứa Lục Nam, Rượu làng Vân, bánh đúc Đồng Quan, Bánh tro, Bún Đa Mai, bánh đa Kế, nham cá....

### Môi trường
Ô nhiễm môi trường làng nghề ở Bắc Ninh đang ở mức độ nghiêm trọng đặc biệt ở 4 làng nghề trọng điểm là giấy Phong Khê, sắt thép Đa Hội, nhôm Văn Môn, đồng Đại Bái. Ngoài ra, một số công ty trong các khu công nghiệp cũng gây ô nhiễm như công ty Kingmo New Materials (khu công nghiệp Tiên Sơn). Ô nhiễm đang ảnh hưởng lớn tới tới đời sống, sức khỏe của người dân và công nhân việc ô nhiễm xảy ra ngay tại từng thôn xóm của Bắc Ninh. Tuy nhiên điều này vẫn chưa được các cấp chính quyền quan tâm đúng mức.

### Thể thao
Bắc Ninh có Câu lạc bộ bóng chuyền Kinh Bắc Bắc Ninh là đội bóng chuyên nghiệp đang thi đấu tại Giải vô địch bóng chuyền quốc gia Việt Nam.
Câu lạc bộ bóng đá Bắc Ninh FC là đội bóng chuyên nghiệp đang thi đấu tại Giải vô địch bóng đá Hạng Nhất Quốc qia

## Du lịch

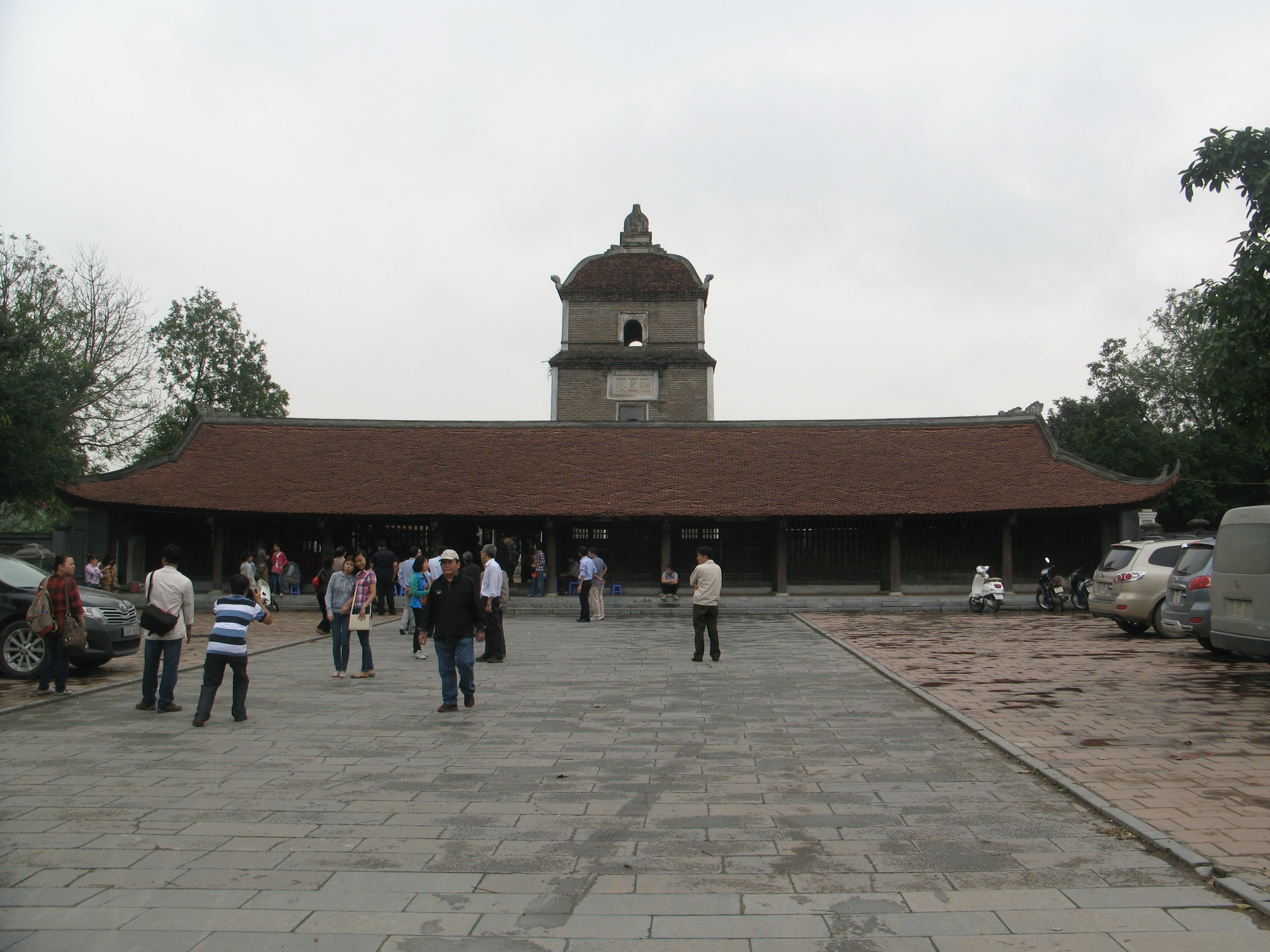
Chùa Dâu

Bắc Ninh hiện có hàng trăm di tích lịch sử văn hóa với nhiều đình, chùa, lễ hội và những làn điệu dân ca Quan họ. Bề dày lịch sử, văn hóa đã tạo cho Bắc Ninh tiềm năng phát triển du lịch văn hóa.
Bắc Ninh có 3 khu du lịch là: Khu du lịch văn hoá Quan họ Cổ Mễ (thành phố Bắc Ninh); khu du lịch văn hoá Đền Đầm (thành phố Từ Sơn); khu du lịch văn hoá Phật Tích (huyện Tiên Du). 
Bên cạnh đó, theo dự kiến sẽ có 3 khu du lịch khác là: Khu du lịch lâm viên Thiên Thai (huyện Gia Bình); khu du lịch văn hoá lịch sử Như Nguyệt (huyện Yên Phong); khu du lịch tâm linh Hàm Long - Núi Dạm (thành phố Bắc Ninh) và lựa chọn 22 điểm di tích quy hoạch phát triển thành điểm du lịch làm động lực cho các tuyến du lịch khép kín, liên hoàn và hấp dẫn trên địa bàn. 
Trong đó có một số di tích lịch sử - văn hóa tiêu biểu để hình thành các điểm, các tuyến du lịch hấp dẫn như Văn Miếu Bắc Ninh, chùa Phật Tích, lăng Kinh Dương Vương, chùa Dâu, chùa Bút Tháp, đền Đô, đền thờ Lê Văn Thịnh, Đền, chùa Cổ Lũng (xã Nội Duệ), Chùa Lim. 
Ngoài ra, còn có du lịch cộng đồng tại làng gốm Phù Lãng (thị xã Quế Võ), khu vực chùa Bút Tháp (thị xã Thuận Thành), làng Quan họ Viêm Xá (Thành phố Bắc Ninh), làng gỗ mĩ nghệ Đồng Kỵ.  .Điểm du lịch sinh thái Đồng Dao và điểm du lịch bản Bắc Hoa - nhà trình tường dân tộc Nùng (huyện Lục Ngạn). Thác Ba Tia và Bản Mậu, huyện Sơn Động
Khu danh thắng Tây Yên Tử, rừng nguyên sinh Khe Rỗ, suối Nước Vàng, cao nguyên Đồng Cao, khu du lịch sinh thái Suối Mỡ, hồ Khuôn Thần, hồ Cấm Sơn, dãy núi Nham Biền,…
Khu du lịch tâm linh - sinh thái Tây Yên Tử, Khu di tích Khởi nghĩa Yên Thế, chùa Vĩnh Nghiêm, chùa Bổ Đà, vùng cây ăn quả huyện Lục Ngạn, các điểm du lịch: Bầu Tiên (huyện Lục Ngạn), Bản Ven (huyện Yên Thế), Vạn Hoa Hồ Va (huyện Lục Nam)…

## Giao thông
Bắc Ninh là tỉnh có hệ thống giao thông đa dạng, gồm cả đường bộ, đường sắt và đường sông. Trong đó, hệ thống đường bộ được đánh giá là tương đối đồng bộ so với các tỉnh khác trong cả nước.
Hệ thống đường nội bộ các khu đô thi mới, khu công nghiệp trên đia bàn toàn tỉnh được đồng bộ hiện đại thích ứng được với quá trình đô thị hóa nhanh của các địa phương trong tỉnh, các tuyến này cũng được liên kết với nhau nhằm tạo lập hệ thống giao thông liên hoàn để việc vận chuyển hàng hóa thuận lợi hơn giảm áp lực giao thông cho các quốc lộ, tỉnh lộ trên địa bàn.

## Hình ảnh

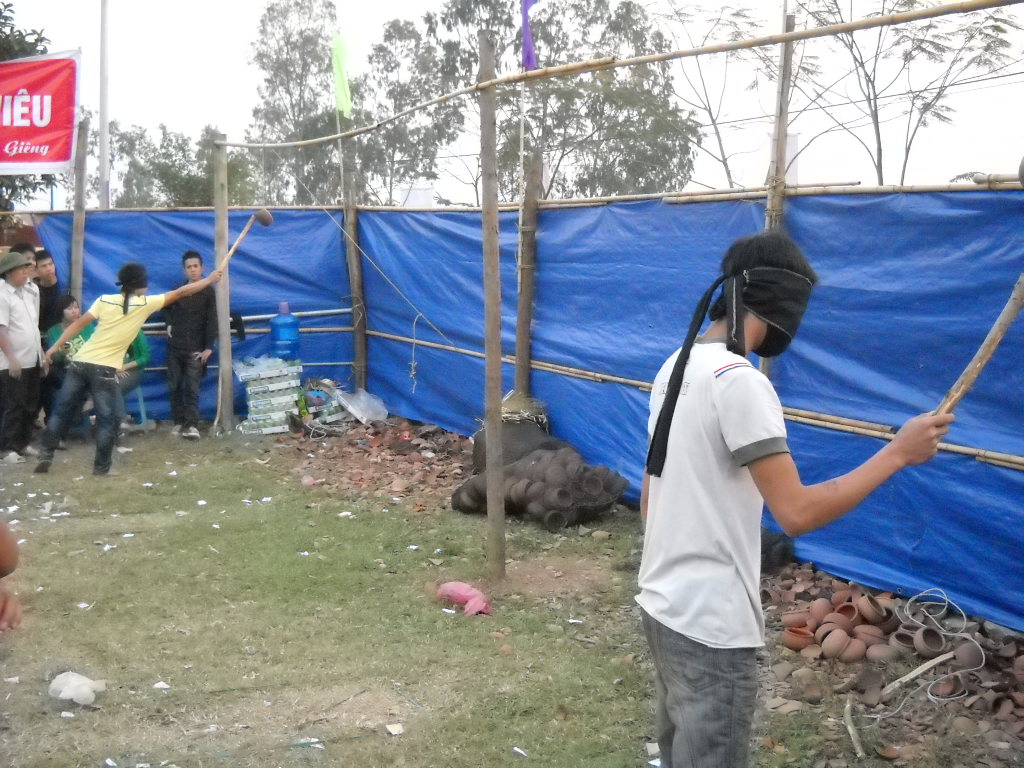
Bịt mắt đập niêu Hội Lim
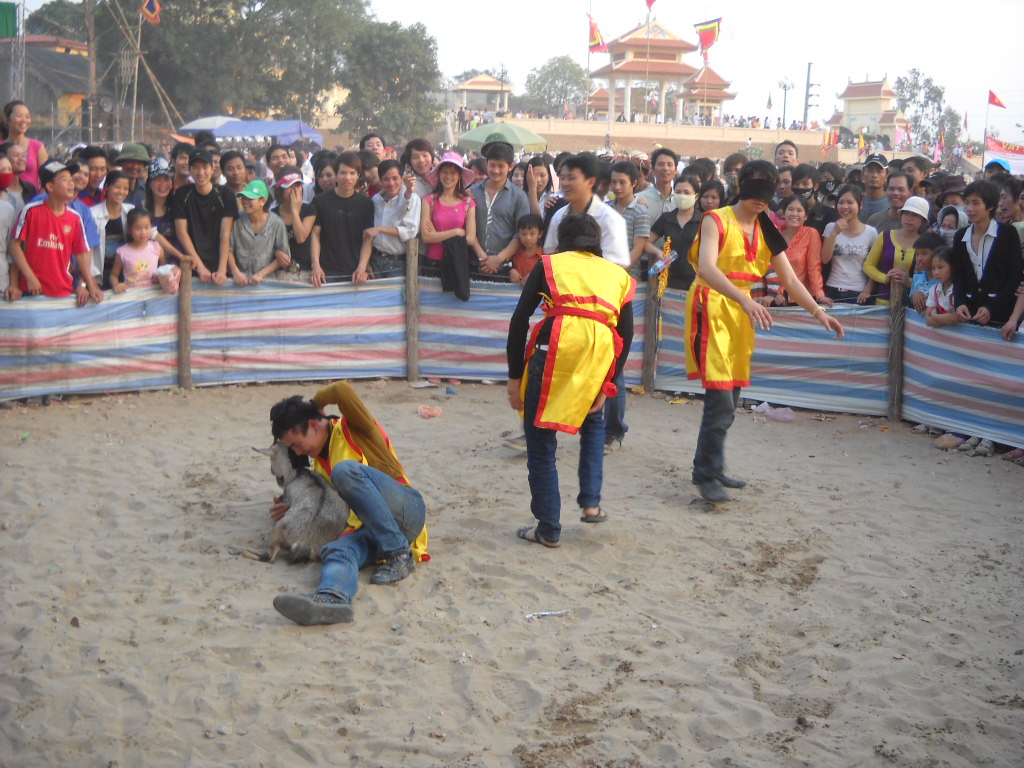
Bịt mắt bắt dê Hội Lim
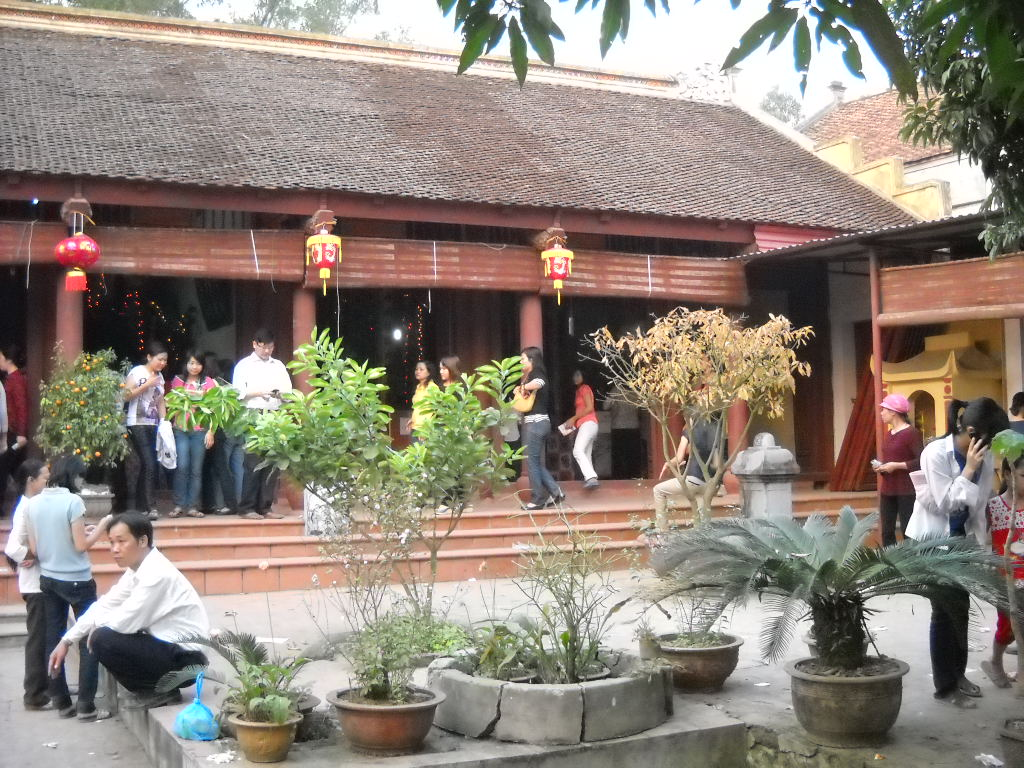
Chùa Lim
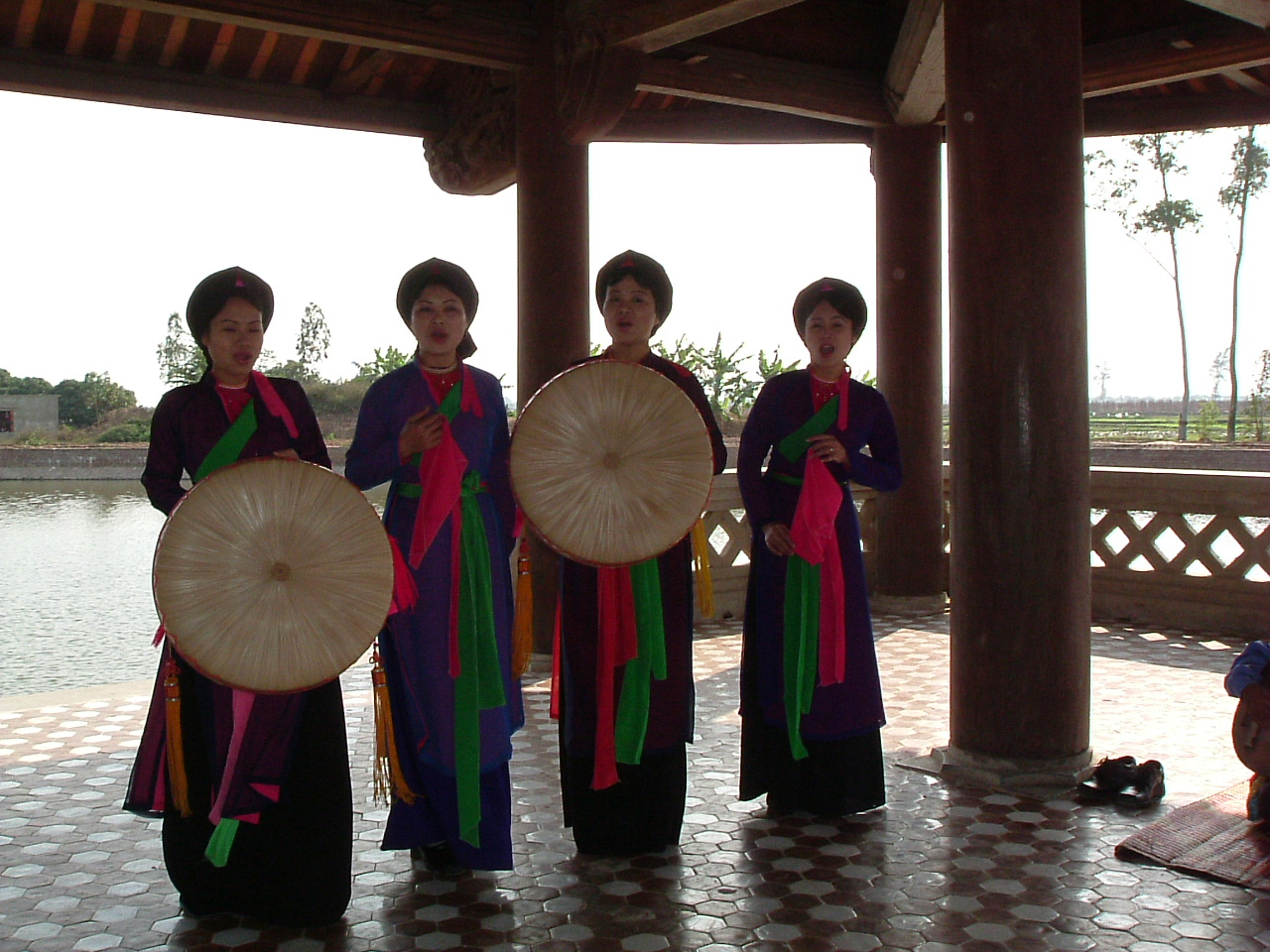
Liền chị Quan họ
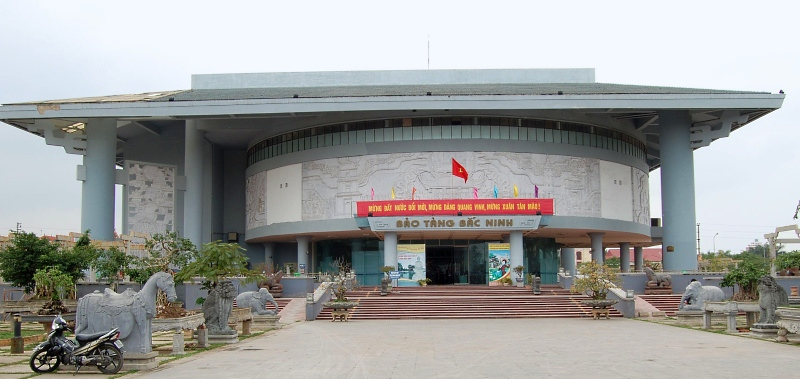
Bảo tàng Bắc Ninh
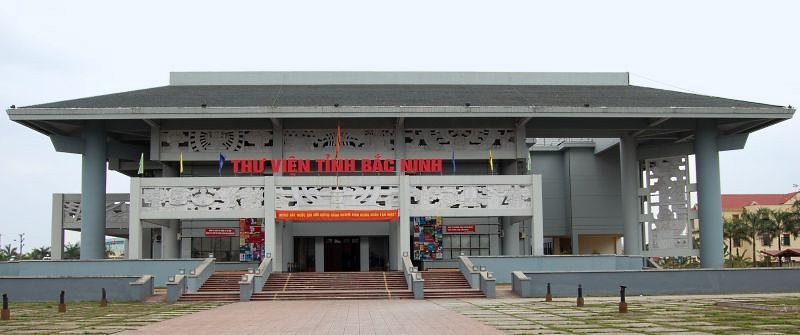
Thư viện Bắc Ninh
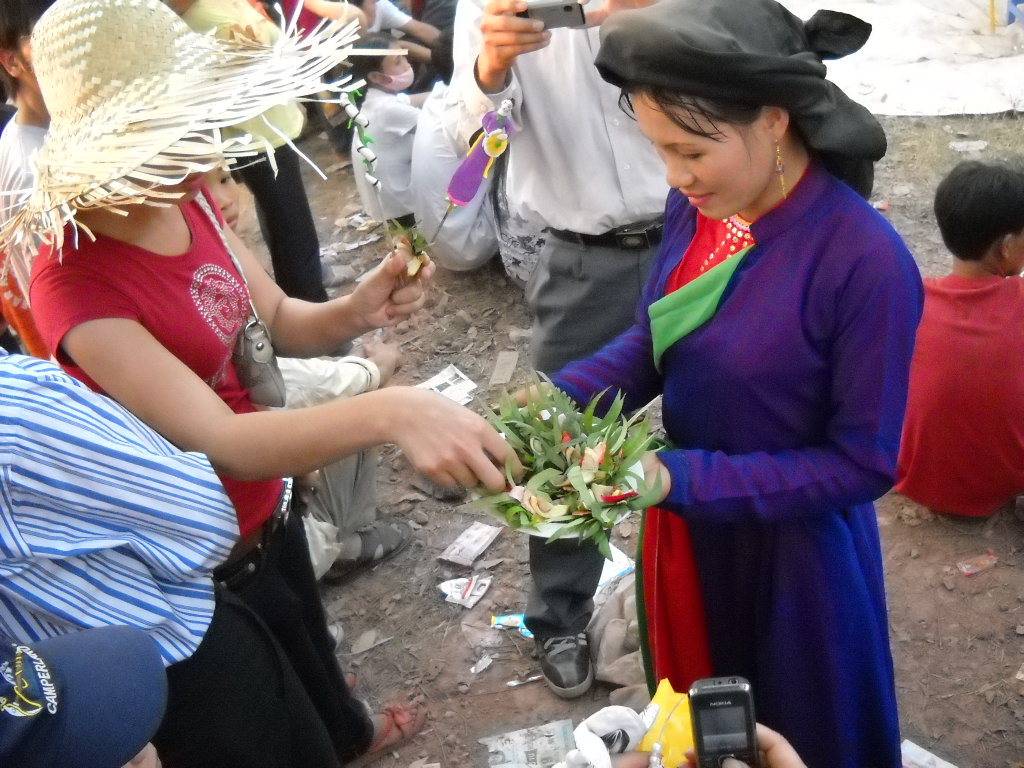
Mời trầu, Hội Lim
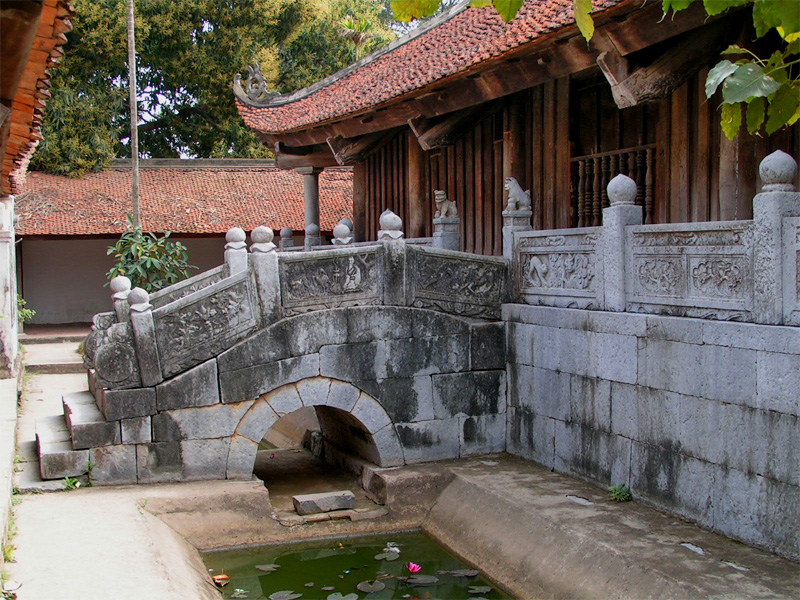
Chùa Bút Tháp
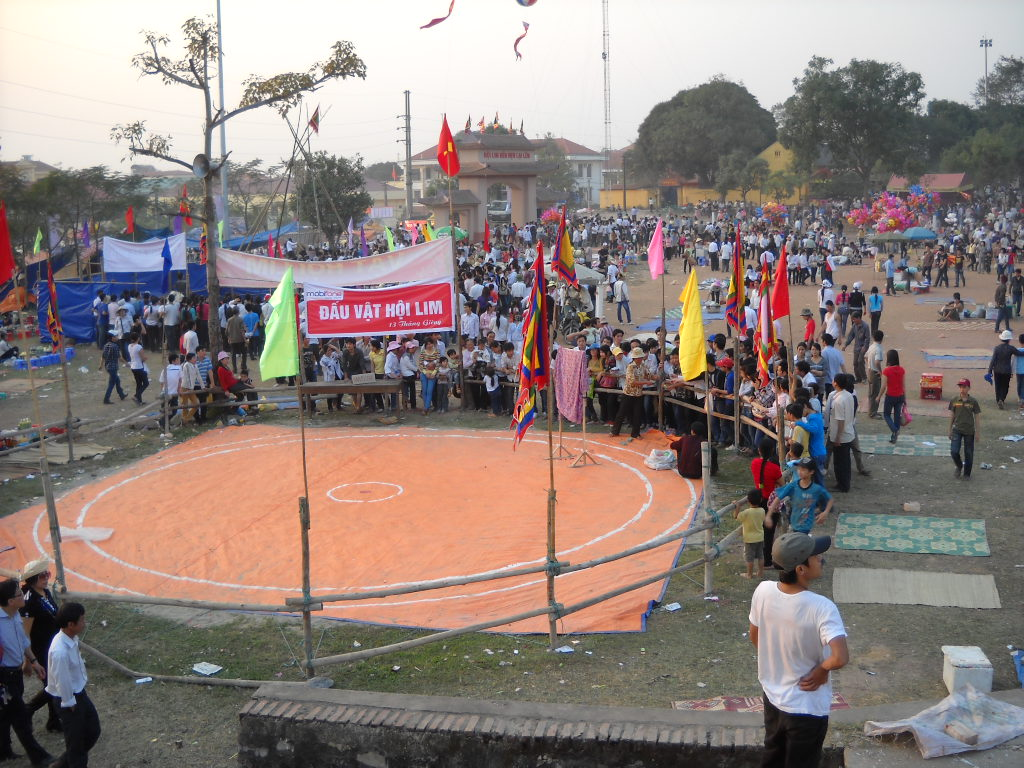
Sân đấu vật Hội Lim
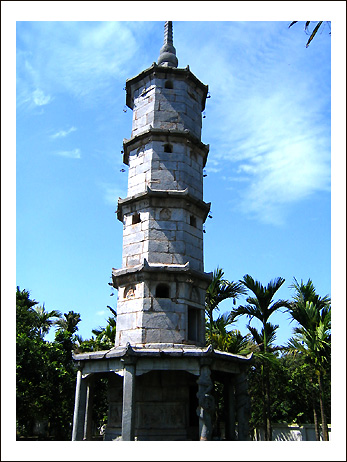
Tháp Báo Nghiêm chùa Bút Tháp
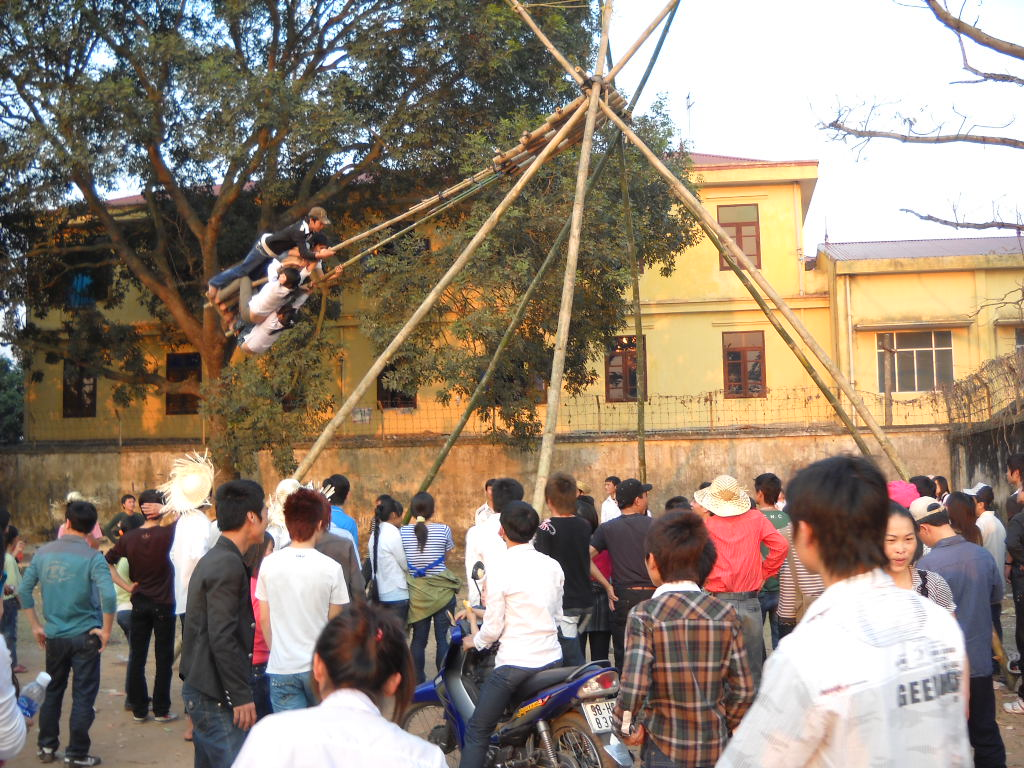
Đánh đu, Hội Lim
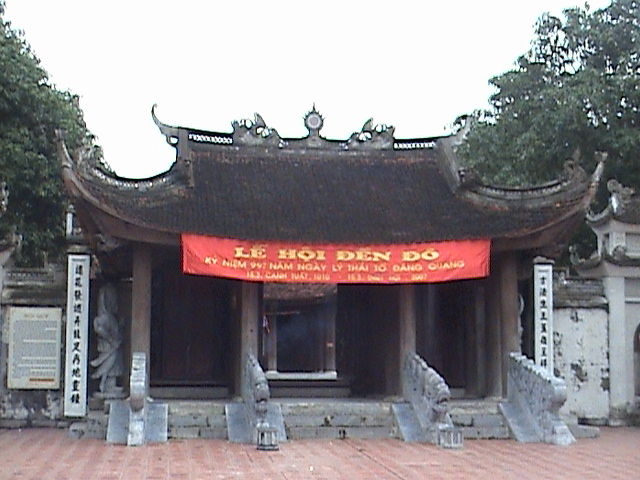
Đền Lý Bát Đế (Đền Đô)